# Justinianus I
Justinian I (tiếng Latinh: Flavius Petrus Sabbatius Iustinianus Augustus; tiếng Hy Lạp cổ: Φλάβιος Πέτρος Σαββάτιος Ἰουστινιανός Flávios Pétros Sabbátios Ioustinianós) (k. 482  –  13 tháng 11 hay 14 tháng 11 năm 565), còn được biết đến trong tiếng Việt với tên gọi Justinianô trong các bản dịch của Giáo hội Công giáo tại Việt Nam. Ngoài ra ông còn có ngoại hiệu là Justinianus Đại đế hay được Giáo hội Chính thống giáo Đông phương tôn là Thánh Justinianô Vĩ đại. Ông là Hoàng đế Đông La Mã từ năm 527 đến khi qua đời, là vị Hoàng đế thứ nhì của nhà Justinianus sau người chú là Justinus I. Trong suốt triều đại của mình, Justinianus tìm cách khôi phục lại ánh hào quang của đế quốc La Mã và khôi phục nửa phía tây đã mất. Sự cai trị của Justinian tạo nên một kỷ nguyên khác biệt trong lịch sử đế quốc La Mã thời hậu kỳ. Triều đại của Justinianus được đánh dấu bởi tham vọng renovatio imperii, nghĩa là "trung hưng Đế quốc", nhưng chỉ có thể thực hiện được một phần.
Bởi những cố gắng trung hưng đế quốc của mình, Justinianus đôi lúc được xem "Người La Mã cuối cùng" trong sử sách hiện đại. Tham vọng này được thể hiện bởi sự phục hồi một phần lãnh thổ của Đế quốc Tây La Mã không còn tồn tại. Vị tướng Belisarius tài năng của ông nhanh chóng chinh phục Vương quốc Vandal ở Bắc Phi, mở rộng sự kiểm soát của La Mã đến Đại Tây Dương. Tiếp theo Belisarius, Narses, các tướng lĩnh khác đã chinh phục Vương quốc Ostrogoth, khôi phục lại Dalmatia, Sicilia, Ý, và thành Rôma trở về với Đế quốc sau hơn một nửa thế kỷ nằm dưới sự kiểm soát của người rợ Ostrogoth. Viên thái thú Liberius đã giành lại được miền nam bán đảo Iberia, thành lập tỉnh Hispania. Những chiến dịch này đã tái lập lại sự kiểm soát của người La Mã trên các vùng biển phía tây Địa Trung Hải, tăng thêm cho ngân khố của đế quốc hàng năm hơn một triệu solidi. Dưới triều đại trị vì Justinian, ông cũng chinh phục người Tzani, một tộc người ở bờ biển phía đông của Biển Đen mà đã chưa bao giờ nằm dưới sự cai trị của La Mã trước đó.
Ông là một trong những nhân vật quan trọng nhất của thời kì hậu cổ đại và là vị Hoàng đế La Mã cuối cùng nói tiếng Latinh như tiếng mẹ đẻ Justinian là người san định và hệ thống luật pháp La Mã. Ông đã thành lập một bộ luật được biết dưới cái tên Corpus Juris Civilis ("Pháp điển dân sự"), là nguồn ảnh hưởng quan trọng tới hệ thống luật dân sự của rất nhiều quốc gia cho tới ngày nay. Triều đại của ông được đánh dấu bằng sự nở rộ của nền văn hoá Đông La Mã và bởi chương trình xây dựng của ông, điển hình như là những tuyệt tác như nhà thờ Hagia Sophia. Sự bùng phát của bệnh dịch hạch ở những năm đầu của thập kỷ 540 đánh dấu sự kết thúc của một thời đại huy hoàng.

## Xuất thân

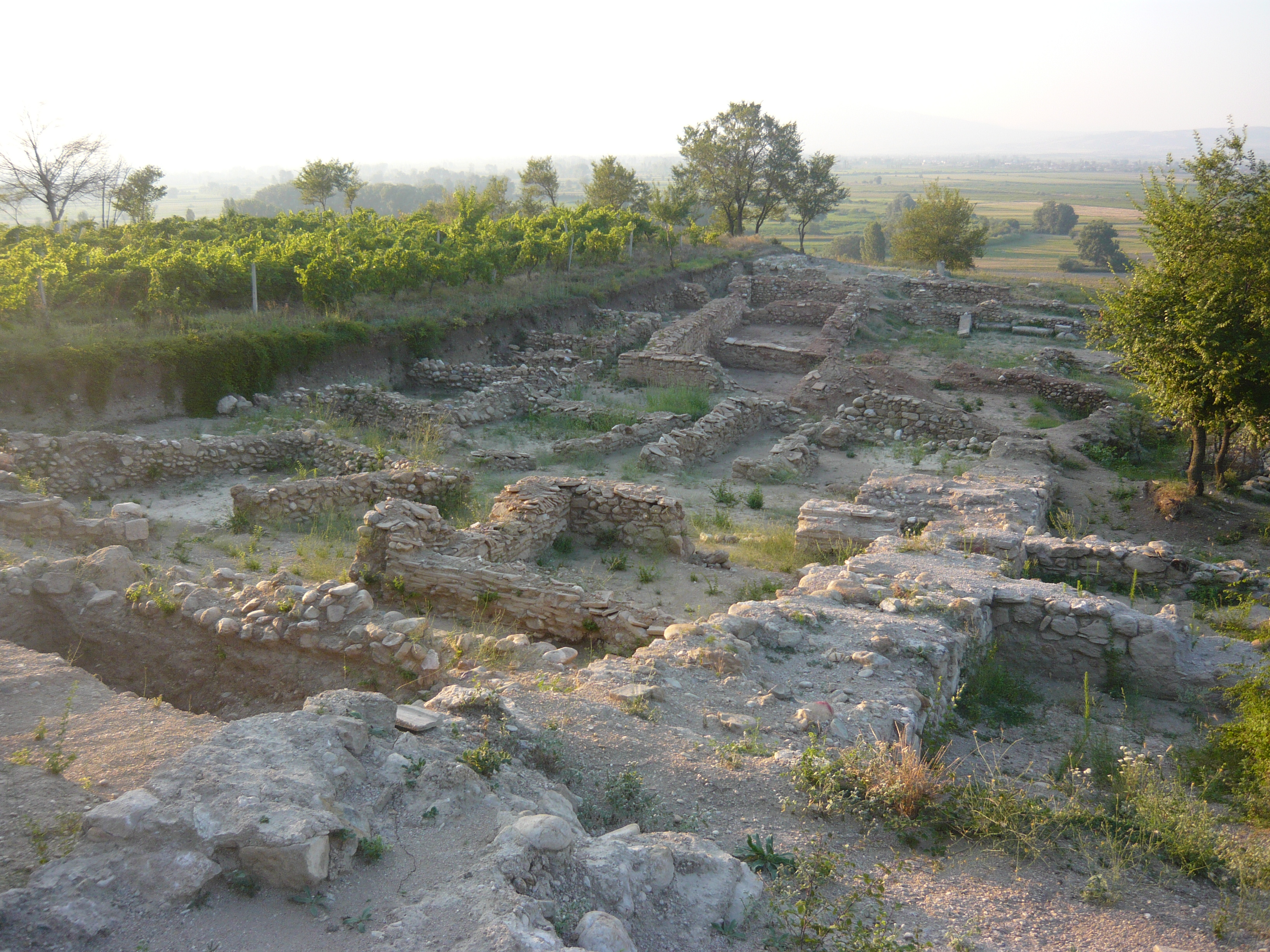
Tàn tích Tauresium, nơi sinh của Justinianus, thuộc Cộng hòa Macedonia ngày nay.

Flavius Petrus Sabbatius Iustinianus sinh ra và lớn lên trong một gia đình làm nghề nông tại ngôi làng Tauresium (Justiniana Prima), thuộc xứ Thracia. Theo nhiều sử gia thì có lẽ ông có gốc gác Illyria. Tuy nhiên, theo một số sử gia khác, điển hình như Ioannes Malalas, thì ông có gốc La Mã-Thracia. Bác của ông, người về sau là hoàng đế Justinus I, đã đến Constantinopolis để lập nghiệp, và chính người bác này đã thay đổi số phận của Justinianus. Theo sử gia người Pháp Georges Tate thì "việc Justianus lên ngôi là hoàn toàn nhờ vào Justinus. Nếu không có ông ấy, thì chẳng có cơ hội nào để [Justinianus lên ngôi]". Người bác Justinus vốn cũng xuất thân hèn kém, do quân Hung Nô vào cướp phá quê nhà, nên ông phải chạy nạn đến Constantinopolis và gia nhập đội cận vệ hoàng gia Excubites, trước khi thăng quan tiến chức như diều gặp gió. Sau đó, ông cho đón người cháu Justinianus đến Constantinopolis và nhận nó làm con nuôi. Không rõ khoảng thời gian Justinianus lên kinh là khi nào. Sử gia người Pháp Pierre Maraval cho là vào khoảng năm ông 10 tuổi, còn theo Georges Tate thì khoảng năm 20 tuổi. Điều chắc chắn là mặc dù không phải là người có học, nhưng bác ông đã cố gắng tạo điều kiện để cho ông nhận được sự giáo dục tốt nhất có thể. Qua đó, Justinianus được đào tạo bài bản các môn như luật học, thần học và hùng biện. Dựa vào điều này, có thể nói, Justinianus là một người uyên bác cho dù theo như lời của Procopius xứ Caesarea thì ông là một người thô lỗ. Justinianus bắt đầu con đường binh nghiệp trong đội cận vệ scholæ palatinæ. Cho dù đội này chỉ có nhiệm vụ diễu binh, nhưng vẫn là một đội cận vệ của hoàng đế, và nhờ đó mà Justinianus đứng rất gần với quyền lực.
Sự nghiệp của Justinianus kiếm lời được từ sự thăng quan tiến chức Justinus. Hoàng đế Anastasius I qua đời mà không có con nối dõi. Để nối dõi đại nghiệp, Viện Nguyên lão hội họp để quyết định danh tính của vị hoàng đế mới. Ban đầu, các nguyên lão thất bại trong việc đưa ra quyết định trong khi người dân và quân đội đang bắt đầu đưa ra các ứng cử viên của họ, nhưng một lần nữa lại không thể đạt được sự đồng thuận. Cuối cùng, Justinus dường như mới là sự lựa chọn đúng đắn. Ông được các phe phái khác nhau ở kinh đô tung hô vã đã được họ chọn làm [hoàng đế] sau một hồi do dự. Justinianus cũng là một trong những ứng cử viên nhưng chính ông đã từ chối những lời mời đó. Ông có thể đã đóng một vai trò tích cực trên con đường đến ngai vàng của chú. Dù sao đi chẳng nữa, sự xuất hiện của Justinus trên ngai hoàng đã đem lại lợi ích trực tiếp cho Justinianus. Ban đầu, Justinianus được bổ nhiệm làm comes, rồi sau đó là magister equitum et peditum praesentalis phụ trách khu vực quanh kinh đô Constantinopolis. Vì vậy, ông không trực tiếp tham gia vào bất kỳ chiến dịch quân sự nào, những kiến thức trong lĩnh vực này vẫn còn thuần túy lý thuyết. Lý giải cho điều này là khi ông lên ngôi nối nghiệp, ông thường giao cho các tướng trọng trách trên chiến trường thay vì đích thân cầm quân. Sự nghiệp của Justinian càng ngày càng phất lên, khởi đầu với việc được bổ nhiệm vào chức Quan chấp chính rồi sau đó là Patricius, Nobilissimus và cuối cùng là Caesar và qua đó trở thành người nối dõi chính thức của Justinus I. Vụ ám sát tướng Vitalianus, người vừa mới được bổ nhiệm chức Quan chấp chính, vào năm 520 được cho là do Justinianus đứng sau và qua đó loại bỏ một đối thủ đáng gờm, tránh tai họa về sau. Nhận dịp được phong làm quan chấp chính và nối tiếp theo truyền thống lâu đời, Justinianus tổ chức hội thao toàn dân (Ludi publici) nhằm lôi kéo lòng dân và viện nguyên lão. Là người thừa kế tự nhiên của Justinus, triều đại của Justinus thường được xem là "phòng chờ" (tiền đề cho triều đại) của Justinianus. Vậy nên Procopius của Ceasarea mới suy luận rằng Justinianus mới là người nắm quyền điều khiển triều chính trong giai đoạn này. Tuy nhiên, quan điểm này nghe chưa đủ thuyết phục vì Justinus, không chỉ bằng lòng tự điều kiển triều chính, đôi lúc vẫn có mâu thuẫn cháu trai của mình. Vì vậy, khi vị Augustus chỉ định người kế nhiệm mình, ông có nói: "Hãy cẩn thận với một chàng trai trẻ, người có quyền mặc chiếc áo này." Như sử gia Pierre Maraval đã trình bày, Justinianus được cho là nắm giữ một phần triều chính, nhưng thực tế cho thấy rằng nhiều chính sách (chinh phục lãnh thổ, pháp điển hóa pháp lý,...) chỉ được Justinianus thực hiện chỉ sau khi lên nối ngôi kế vị chứng tỏ rằng ông không hoàn toàn được tự do tự tại vận hành triều chính khi chú ông còn tại vị. Tuy nhiên, điều chắc chắn là khi Justinus đã trở nên già yếu vào lúc gần cuối triều đại của mình, Justinianus đã trở thành vị vua trên thực tế..
Triều đại của Justinus I đã cho thấy một ít về con người Justinianus. Về mặt tôn giáo, đế quốc bị chia giữa những người ủng hộ công đồng Chalcedon và những người chống đối nó mà tiên đế Anastasius là một trong những đại diện. Justinus khôi phục sự chính thống, đồng ý tuân thủ các giới luật của Công đồng và vô tình gây bất ổn tại các tỉnh ở biên ải như ở Syria hay Ai Cập, tại những nơi có nhiều tín đồ thuyết một bản chất. Tại những khu vực này, những ảnh hưởng của Justinianus nhằm bảo vệ sự chính thống có thể được cảm nhận. Về mặt đối ngoại, Justinianus liên tục phải đối mặt với những mối đe dọa, điển hình là cuộc chiến tranh Iberia với Đế quốc Sassanid nổ ra một vài tháng trước khi Justinus qua đời đã khơi dậy lại sự thù địch La Mã-Ba Tư lâu đời. Về phần đối nội, Justinianus phải đối mặt với tình trạng bất ổn do các phe phái ngày thường thường tổ chức đua ngựa nhưng thực tế lại phản ánh một cuộc đấu tranh quyền lực giữa các phe cánh thù địch tại kinh đô. Vì thế mà các đội Xanh lục và xanh lam thường xung đột với nhau trên đường phố..

## Lên ngôi

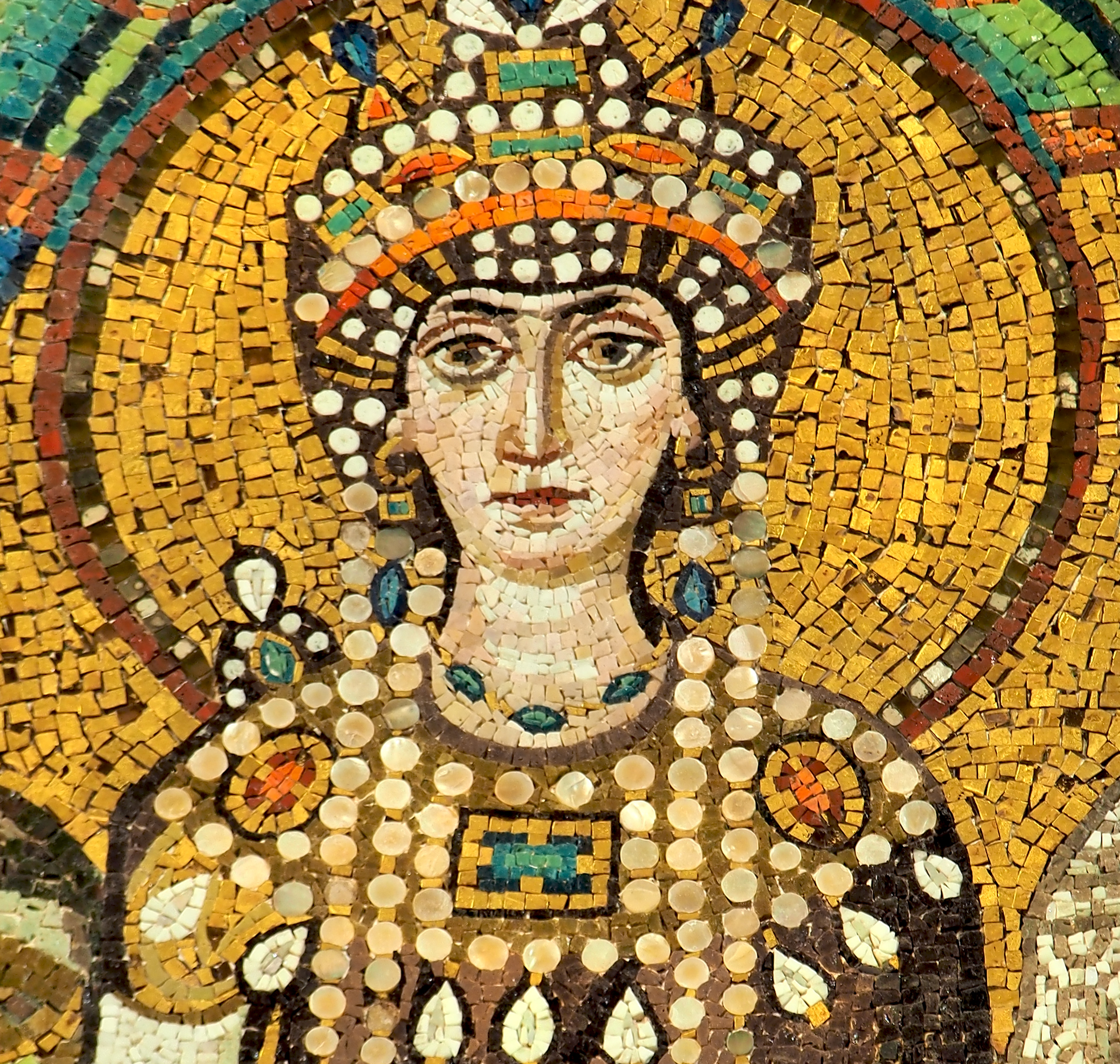
Tranh khảm vẽ hình hoàng hậu Theodora, người không thể thiếu trong sự nghiệp của hoàng đế.

Vào ngày 1 tháng 4 năm 527, vết thương cũ của Justinus tái phát khiến ông vốn đã già yếu nay còn yếu hơn. Trước khi lìa trần, Justinus phong Justinianus làm Augustus và trao vương miện cho ông. Theo lời của Hoàng đế Konstantinos VII Porphyrogennetos sống 4 thế kỷ sau đó thì Justinianus được Thượng phụ thành Constantinopolis tấn phong làm hoàng đế vào ngày đúng ngày lễ Phục sinh mồng 4 tháng 4 - một ngày rất tượng trưng. Tuy nhiên, giả thuyết này là chắc chắn được bày bịa ra sau này để gia cố cho truyền thuyết về Justinianus. Đó là ngày 1 tháng 4 khi mà Justinianus nhận được vương miện từ tay chú. Ngay sau đó, ông trở đồng hoàng đế, và rồi hoàng đế duy nhất khi Justinus qua đời vào ngày 01 tháng 7. Justinianus lúc đó đã 45 tuổi, là một người đàn ông trưởng thành. Ngoại hình của ông được các nhà chép sử mô tả khá chính xác. Sử gia Ioannes Malalas mô tả Justinianus rằng: "Ông ấy tầm vóc nhỏ, thân hình cân xứng, mũi thẳng, nước da trắng, tóc xoăn, khuôn mặt tròn, trông đẹp trai, trán cao, tóc và râu màu hoa râm." Các nhà chép sử cũng đã cố gắng mô tả lại tính cách của ông. Ioannes Lydus khen ngợi con người nhân ái và từ bi của ông, điều được Procopius khẳng định. Justinianus là một vị hoàng đế nhiệt huyết, điều được chứng minh qua việc rằng ông ngủ rất ít và do đó ông được Ioannes Lydus gọi là "vị hoàng đế không ngủ". Tại nhà thờ Thánh Sergios và Bakchos còn tồn tại một câu khắc chỉ ra rằng Justinianus thường bỏ ngủ để làm việc. Điều này dẫn đến việc sử gia Charles Diehl nói rằng: "Nều có một điều bạn không thể lấy khỏi Justinianus, thì đó là sự siêng năng của ông ấy". Nếu như về vấn đề chính trị, ông không ngần ngại sử dụng các biện pháp trấn áp, thậm chí tàn nhẫn thì trong đời tư, ông dường như là một con người biết kiềm chế bản thân. Ông rất hiếm khi phản ứng quá mức, và trong mọi tình huống, ông luôn tìm cách giữ bình tĩnh. Ngoài ra, ông rất tôn trọng luật pháp quốc gia. Theo sử gia Georges Tate thì những việc trấn áp mà Justinianus thực hiện là vì chế độ chứ không phải bản thân ông ấy chuyên chế như vậy. Trong cuốn Những công trình của Justinianus Đệ Nhất, Procopius ghi nhận rằng hoàng đề luôn luôn ham muốn cải thiện đế quốc, thúc đẩy phát triển Constantinopolis cũng như những thành phố khác. Tuy nhiên, trong cuốn Bí sử cũng của Procopius, nhưng Justinianus được mô tả bằng một bức tranh tiêu cực hơn khi so sánh ông với Domitianus, một vị hoàng đế không được ưa thích cho lắm vào thời điểm đó trước khi mô tả Justinianus là: "Vị hoàng đế này là một kẻ xảo trá, khó nắm bắt, khá chuyên nghiệp trong việc che giấu suy nghĩ của mình và luôn luôn nói dối." Nói rộng hơn, tác phẩm này chứng tỏ sự khinh miệt của Procopius đối với Justinianus cũng như các cận thần của ông, những người mà Procopius coi là những kẻ mới nỗi hãnh tiến, trong khi bản thân ông lại thuộc từng lớp quý tộc lâu đời. Thật vậy, cho dù Justinianus có đứng ở phía trên cùng của hệ thống phân cấp xã hội, một phần nhờ vào Justinus, ông dường như chưa bao giờ được tích hợp đầy đủ vào giai cấp thống trị của đế quốc do ảnh hưởng từ xuất thân nông dân của ông.

## Đối ngoại

### Tổng quan

Bản đồ Đế quốc Đông La Mã vào thời điểm Justinianus băng hà năm 565.

Vào thế kỷ thứ V, nửa phía tây của Đế quốc La Mã đã không còn nằm dưới sự kiểm soát trực tiếp của hoàng đế. Đế chế Tây La Mã đã diệt vong vào năm 476/80, và vì Đông, Tây La Mã trên hình thức chưa bao giờ là hai quốc gia tách rời nhau, nên quyền cai trị toàn lãnh thổ của đế quốc rơi vào tay vị Augustus duy nhất còn lại ở Constantinopolis. Trong con mắt của Justinianus, chính sách phương Tây của ông về cơ bản không phải là chính sách đối ngoại, vì các nhà cầm quyền (Đông) La Mã chưa bao giờ từ bỏ chủ quyền ở đế quốc phía Tây. Họ được phần lớn các vị vua ngoại tộc đã chia cắt lãnh thổ phía Tây tôn làm chúa thượng, tuy nhiên, nửa phía tây de facto (trên thực tế) hoạt động không theo ý muốn của Constantinopolis. Justinianus, người được xem như là người cuối cùng xem tiếng Latinh như là tiếng mẹ đẻ, tỏ ra không hài lòng với tình trạng này một chút nào và tìm cách khôi phục quyền kiểm soát trực tiếp của hoàng đế lên khắp thế giới hậu cổ đại (ecumene, Restauratio imperii). Và dưới tư cách là một vị hoàng đế Ki-tô giáo, ông thấy bổn phận của mình là phải phục hồi Đế quốc La Mã về với biên giới cổ đại của nó. Dưới thời trị vì của ông, một vùng lãnh thổ rộng lớn ở phía tây của đế quốc La Mã cổ đại đã dành lại được bằng vũ lực. Tuy nhiên, Justinian chưa bao giờ đích thân ra trận, gần như công cuộc tái chinh phục đều do tướng Belisarius đảm nhiệm.
Liệu những cuộc tái chinh phạt này có được ấp ủ từ trước trong thời gian dài hay không vẫn đang gây tranh cãi trong giới nghiên cứu. Trong thời gian gần đây, quan niệm lâu đời này đã bắt đầu bị giới nghiên cứu đặt dấu hỏi. Thay vào đó, có lẽ sau khi viên tướng Belisarius dưới trướng Justinianus giành được nhiều thắng lợi ngoài mong đợi trước người Vandal vào năm 534, người ta mới bắt đầu theo đuổi các mục tiêu khác. Những cuộc chiến của Justinianus được sử gia đương thời Procopius của Caesarea ghi chép trong các tác phẩm viết bằng tiếng Hy Lạp bao gồm 8 quyển của ông.

### Những cuộc chiến với người Ba Tư
Trọng điểm của nền chính trị Đông La Mã không phải là ở phương Tây, mà là ở phía Đông, nơi mà người La Mã đã phải đối đầu với đế chế Sassanid hùng mạnh trong suốt ba thế kỷ liền. Cuộc chiến tranh Ba Tư đầu tiên dưới triều Justinianus là một di sản kế thừa từ triều đại của người tiền nhiệm, Justinus I; đã khởi tranh từ năm 526. Tại Lưỡng Hà, Belisarius trên cương vị là viên magister militum per Orientem mới đã dành những thắng lợi đầu tiên trong những năm 530/531 (tại trận Dara), nhưng cũng phải hứng chịu ít nhiều thất bại (điển hình là Trận Callinicum năm 531). Nhằm ăn mừng thắng lợi tại Dara, hoàng đế đã cho xây dựng một pho tượng kỵ sĩ cưỡi chiến mã mà ngày nay đã biến mất. Chữ khắc được thực hiện bởi viên praefectus praetorio Flavius Iulianus đã được ghi chép lại (hợp tuyển Hy Lạp 16,63), ca ngợi vị hoàng đế vì đã hủy diệt người Meder (tức là người Ba Tư)". Năm 531, Justinianus đã tổ chức đại lễ ăn mừng chiến thắng nhằm phô trương những thắng lợi trước người Ba Tư và Bulgar. Tuy nhiên sự thật thì cuốc chiến kết thúc mà không có người chiến thắng rõ ràng. Đối với vị vua Sassanid mới Khosrau I, Justinianus đã thiết lập nền "Hòa bình vĩnh cửu" vào cuối năm 532 với việc phải cống nộp một số lượng tiền bạc không hề nhỏ (lên tới 11.000 cân Anh vàng) cho người Ba Tư. Sự yên ổn ở phương Đông này mới khiến cho chính sách phương Tây của Justinianus thành hiện thực, vì nó đã đòi hỏi lượng lớn nguồn lực của Đông La Mã.
Vào năm 540, chiến tranh một lần nữa lại nổ ra khi mà vua Ba Tư phá vỡ hiệp ước hòa bình. Theo Procopius, thì đằng sau hành động của Khosraus là mối lo ngại rằng một đế chế La Mã mới có thể huy động thêm nguồn lực để chống lại Ba Tư. Ngoài ra, việc người Ostrogoth sang cầu cứu Ba Tư cũng có thể đã đóng một vai trò quan trọng. Nhưng lý do chính cho cuộc tấn công Ba Tư có lẽ là do thời điểm thuận lợi: Khosrou I là một người tham vọng, mong muốn tìm kiếm vinh quang quân sự và hơn cả là đang cần tiền. Vào lúc bấy giờ, tỉnh Syria của La Mã chỉ được phòng thủ lỏng lẻo. Có lẽ Khosrau chỉ muốn đưa quân vào cướp bóc, đến khi kiếm được đủ tiền thì đình chiến. Hơn nữa, sức mạnh của người Hephthalite vốn đe dọa Ba Tư từ phía đông bắc suốt cả thế kỷ nay đã suy yếu, giúp Khosrau có thể toàn tâm toàn lực tập trung vào phương tây mà không lo sợ bị đánh từ sau lưng.

Bản đồ khu vực phía Đông biển Đen, màu xanh lục nhạt là vương quốc Lazica, một trong những tâm điểm của cuộc tranh chấp.

Justinianus dường như đã được biết đến kế hoạch tấn công từ năm 539, nhưng đã không kịp thời gửi quân tới sông Euphrates khi đang bận đối mặt với chiến tranh với người Goth, và số lượng quân tiếp viện đã hứa chỉ đến với số lượng rất nhỏ. Tướng Germanus được cử đến Antiochia chỉ với 300 người và chẳng làm được điều gì. Người kế nhiệm Belisarius của ở phía Đông, viên magister militum Buzes đã phải chiến đấu cùng các binh sĩ La Mã địa phương, những người bị áp đảo bởi quân đội Ba Tư đông đảo. Buzes rút lui đến một vị trí phòng thủ tại Hierapolis và chờ đợi. Những thành phố quan trọng nhất trong khu vực đều mở cửa ra hàng Khosrau. Nhưng thảm họa lớn nhất đối với những người La Mã lúc đó chắc chắn cuộc chinh phục, cướp bóc và phá hủy đại đô thị Antiochia (6.000 quân đồn trú đều được cho phép rút khỏi thành phố). Sau khi chiếm được thành phố, Khosrou thu thập lượng một kho báu khổng lồ và bắt rất nhiều tù nhân đưa về Ba Tư, nơi họ đã định cư tại một thành phố riêng biệt nằm gần kinh đô Ctesiphon. Khosrou đã ra biển đễ thực hiện nghi lễ tắm và hiến tế cho thần mặt trời. Nhiều thành phố khác đã may mắn hơn Antiochia khi họ đã dùng tiền mua được sự tự do hoặc đã chống trả được các cuộc tấn công của người Ba Tư. Tại thành phố Apamea bên bờ sông Orontes, sau khi họ mở cửa thành đầu hàng, Khosrau đã tổ chức đua xe ngựa, và đã đứng theo kiểu của một hoàng đế La Mã nhằm khiêu khích Justinianus. Khosrau đưa ra đề nghi hòa bình mới cho người La Mã, nhưng Justinianus dường như đã mất niềm tin vào người Sassanid nên đã từ chối. Chiến tranh vẫn tiếp diễn và người La Mã đã phải phải mất khá lâu để ổn định tình hình. Quân đội Đông La Mã (theo Agathias thì quân lực La Mã có khoảng 15 vạn, nhưng trên thực tế thì nhiều khả năng phải là trên 30 vạn người) phải giao chiến trên hai mặt trận, với người Ostrogoth ở phía Tây và người Ba Tư ở phía Đông. Hơn nữa, khu vực Balkan cũng bị đe doạ bởi sự cướp bóc của người Avar và người Slav.

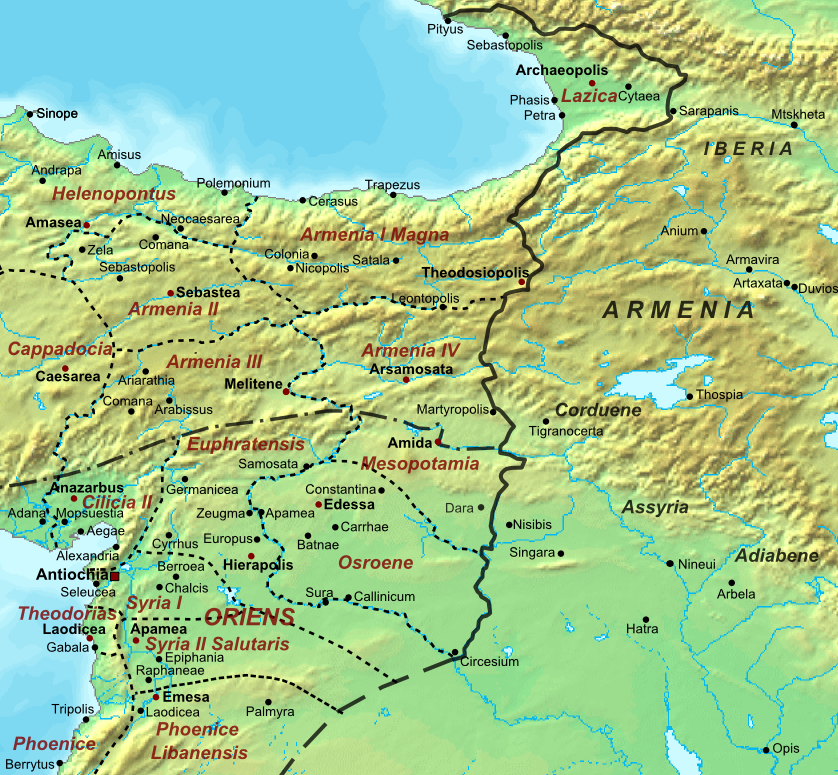
Bản đồ khu vực biên giới La Mã - Ba Tư năm 565 vào thời điểm Justinianus qua đời. Cho dù giao tranh khốc liệt, biên giới hai nước gần như vẫn status quo ante bellum

Chiến trường phía đông kéo dài từ vùng Caucasus (đặc biệt là ở Armenia, nơi tướng Sittas của Đông La Mã hoạt động khá thành công cho đến khi ông này qua đời năm 539. Kể từ năm 541, pháo đài quan trọng Petra bên bờ Biển Đen là một nơi giao tranh quyết liệt) cho đến Lưỡng Hà. Điểm chốt chính của cuộc giao tranh giữa người La Mã và người Ba Tư chủ yếu là Lazika, một vương quốc nhỏ nằm bên bờ Biển Đen, đã nằm dưới tầm ảnh hưởng của người La Mã kể từ những năm đầu thế kỷ thứ VI (cũng giống như vương quốc Colchis trước đó). Cuộc chiến giữa người La Mã và Ba Tư còn tiếp tục đến năm 561/62 (bị gián đoạn bởi một hiệp ước đình chiến nhưng không bao gồm Lazika) đã hút cạn nguồn lực Đông La Mã. Không giống như người ta thường nghĩa, Justinianus không bao giờ bỏ ngỏ biên giới phía đông để tập trung cho cuộc chinh phục của mình ở phương Tây. Khi mặt trận phía Đông bị bế tắc và người Ba Tư phải đối mặt với một kẻ thù mới - người Đột Quyết - vào khoảng năm 560, họ đã sẵn sàng giảng hòa với những người La Mã vào năm 562. Theo hiệp ước này mà Petrus Patricius đã đàm phán cho Justinianus, người Ba Tư giao quyền kiểm soát Lazika cho người La Mã - có nghĩa là Justinianus cuối cùng vẫn có thể bảo vệ biên giới phía đông, mặc dù ông phải trả 400 hoặc 500 cân Anh vàng mỗi năm. Không rõ ràng các khoản tiền cống nộp của người La Mã có ảnh hưởng nhiều đến quốc khố Đông La Mã hay không. Tuy nhiên, người La Mã có lẽ chủ yếu là không hài lòng với nghĩa vụ cống nạp này. Người kế nhiệm Justinianus là Justinus II sau đó cũng đã cố gắng để sửa đổi hiệp ước này - nhưng với hậu quả tai hại.
Kể từ năm 540, đại đa số quân La Mã được triển khai ở phương Đông. Điều này góp phần vào việc kéo dài cuộc chiến ở Ý. Tại vùng Caucasus và Lưỡng Hà ít nhất hai đội quân La Mã lớn đã cùng hoạt động. Trong khi ở phía Đông, Justinianus chỉ tập trung vào phòng thủ hơn và dành nhiều thời gian hơn với tình hình ở phương Tây, nhưng ông chỉ gửi quân đội đến Ý khi ông nghĩ rằng mình không còn cần họ ở phía Đông nữa. Bằng cách kết hợp các phương tiện ngoại giao và quân sự, hoàng đế cuối cùng đã có thể bảo toàn vị thế của La Mã trước Ba Tư. Việc phải cống nộp hàng năm tuy không nghiêm trọng là mấy, nhưng được coi là một điều nhục nhã. Do đó, kể từ năm 572, người kế nhiệm ông là Justinus II lại bắt đầu giao tranh với người Sassanid - nhưng điều này chỉ dẫn đến một cuộc chiến tranh kéo dài nhiều năm, và chỉ được tạm thời chấm dứt vào năm 591 dưới thời Maurikios trước khi Khosrau II phát động cuộc chiến Ba Tư-La Mã lớn nhất và cuối cùng.

### Các mối đe dọa ở vùng Balkan

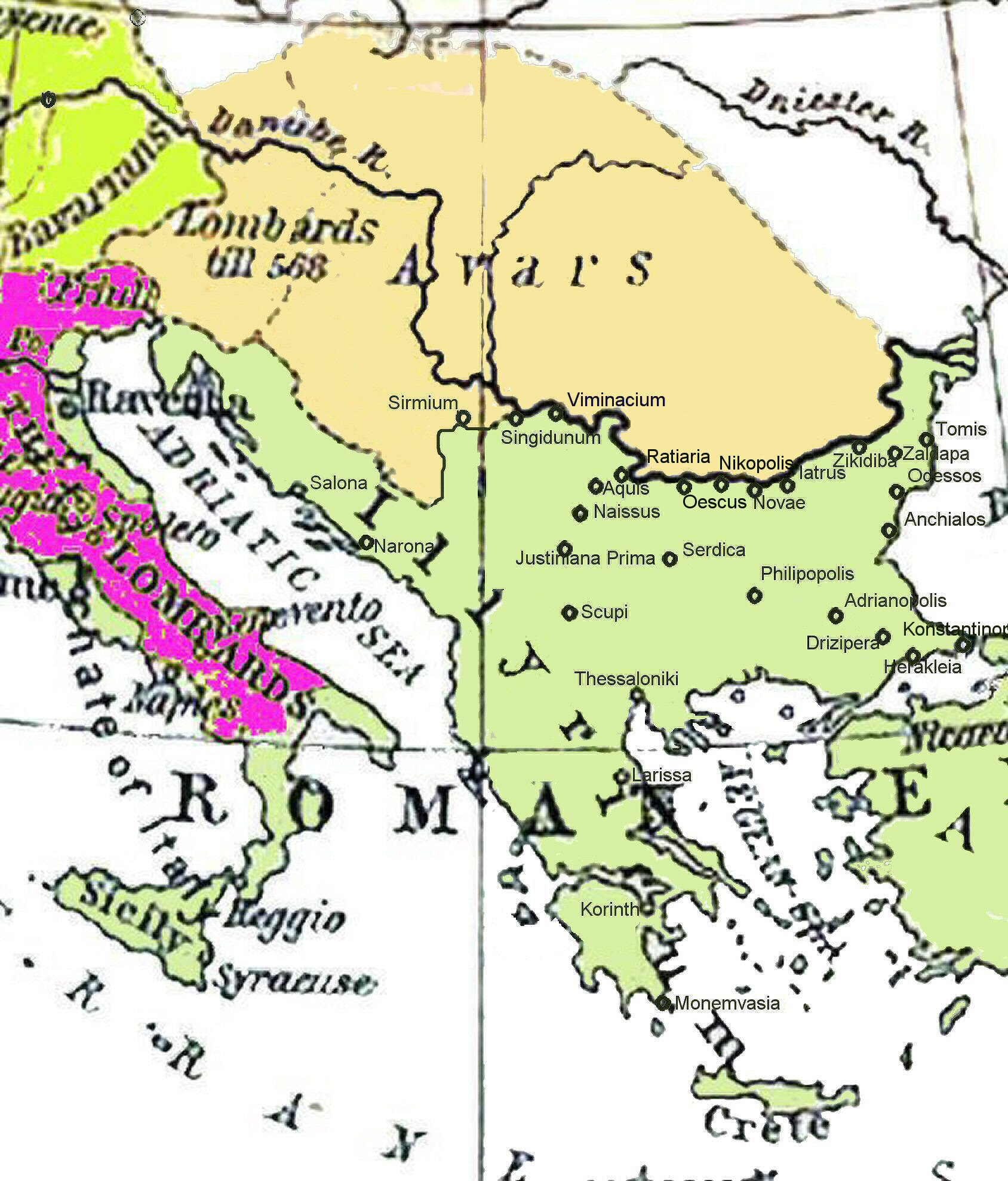
Bản đồ vùng Balkan cuối thế kỷ thứ VI, đầu thế kỷ thứ VII.

Trong suốt triều đại của Justinianus, vùng Balkan đã không bao giờ được yên ổn. Người Avar, Slav và Hun luôn rình rập tấn công, vì thế, bằng một nỗ lực đáng kể, hệ thống pháo đài đã được mở rộng và đổi mới. Ngoài ra, doanh trại của các quân đoàn La Mã tại Singidunum bên bờ sông Danube đã bị phá huỷ hàng thập kỷ trong những cuộc tấn công của người Hung và người Goth đã được xây dựng lại thành một kastron (là nền móng của thành phố Beograd thời Trung Cổ). Tuy nhiên, những biện pháp này tỏ ra không đủ để đảm bảo sự an toàn của các tỉnh Moesia hay Thracia nằm ở hạ lưu sông Danube: Vùng nội địa này luôn phải hứng chịu những đợt cướp bóc, đặc biệt là tại khu vực biên giới Danube vốn đã bị bỏ ngỏ từ lâu. Năm 545, quân đội Đông La Mã giành được tộc người Antes như là đồng minh mới của mình, qua đó bảo đảm một phần của đường biên giới lỏng lẻo này.
Trong các năm 548 và 550, người Xla-vơ lần đầu tiên thâm nhập vào sâu trong bán đảo Balkan đến tận vịnh Corinth, Adriatic và bờ biển Aegea sau khi vượt sông Danube. Sự xâm nhập của các bộ tộc Slav sẽ càng trở nên rõ rệt trong những thập kỷ sau đó, và là kết quả của chính sách của Justinianus dẫn đến một sự xáo trộn nhân khẩu cũng như xã hội hoàn toàn mới trên bán đảo Balkan và kết quả là để quốc phải thực hiện các chiến dịch quân sự tốn kém và cũng như những cạnh tranh trong hoạt động truyền giáo với giáo hội Công giáo trong suốt nhiều thế kỷ. Vào năm 559, những kẻ xâm lược người "Hung" (có lẽ là người Kutrigur) dưới sự chỉ huy của Thiền vu Zabergan đã thâm nhập đến vùng lân cận của Constantinopolis và đã đe doạ kinh đô của đế quốc. Tuy nhiên, họ đã bị Belisarius đánh bại. Tuy nhiên, Alexander Sarantis, trong một nghiên cứu toàn diện gần đây đã đánh giá lại chính sách Balkan của Justinianus tích cực hơn so với các nghiên cứu khác trong quá khứ; Việc đánh mất vùng Balkan về sau này dường như là không thể tránh khỏi.
Một vài năm sau khi Justinianus qua đời, pháo đài chủ chốt Sirmium (ngày nay Sremska Mitrovica) đã thất thủ trước sự tấn công của người Avar và bộ tộc Slav vào năm 582. Mặc dù một trong những người thừa kế của Justinianus, hoàng đế Mauricius, đã dành rất nhiều tâm huyết cho các chiến dịch nhằm củng cố tình hình. Tuy nhiên, ông cuối cùng cũng chỉ có thể trì hoãn cuộc chinh phục Balkan của người Xla-vơ, bởi vì những người kế vị ông đã đều không dành cho sự phòng thủ tại khu vực Balkan sự chú ý cần thiết. Từ kết quả của sự di cư của người Xla-vơ vào thế kỷ thứ VI và hoạt động truyền giáo của giáo hội Chính thống giáo Đông La Mã sau này, vòng văn hóa Đông La Mã có biên giới tự nhiên là sông Drina và Sava.

### Chiến tranh với người Vandal

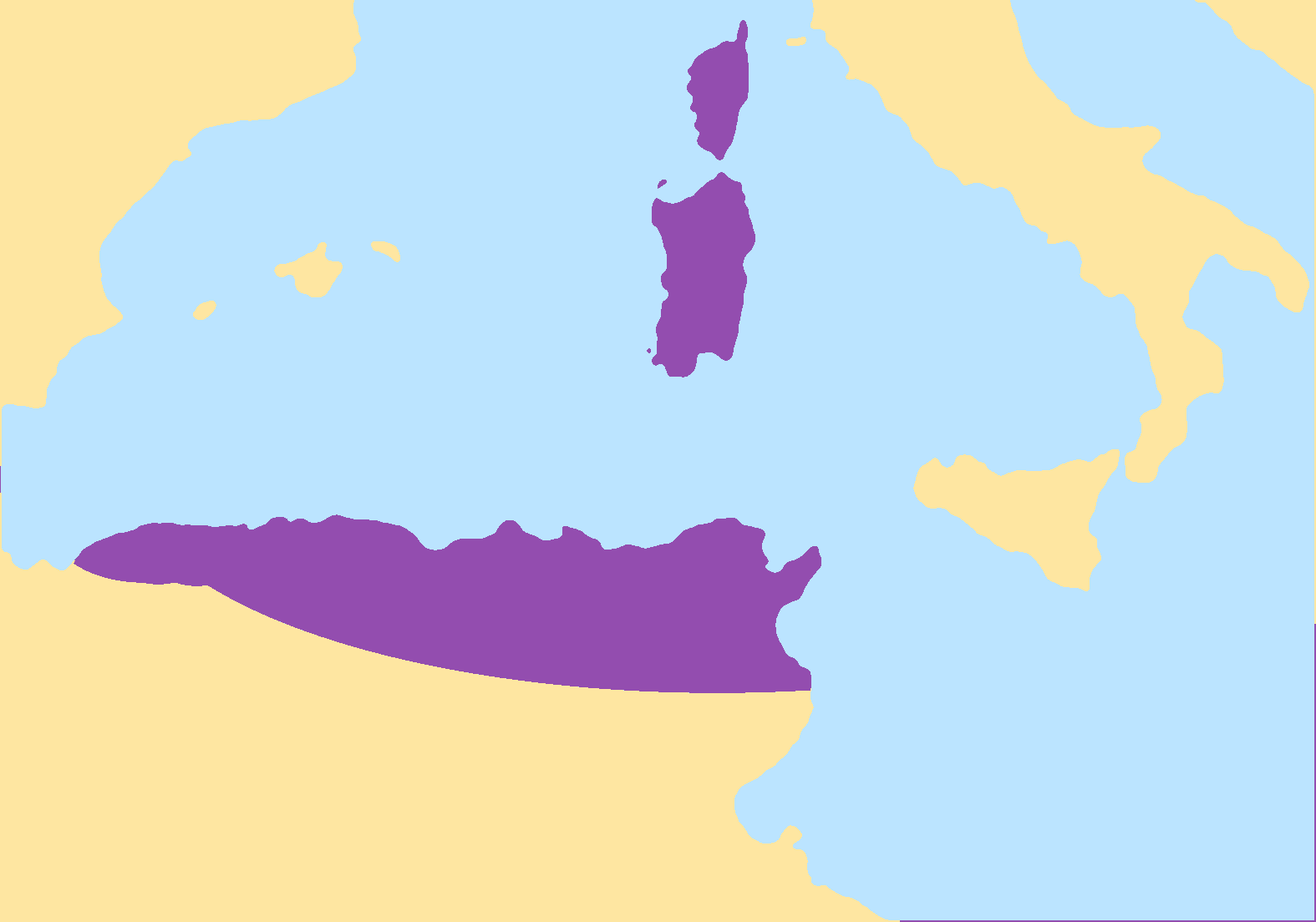
Vị trí của vương quốc Vandal ở Bắc Phi

Cuộc chiến chống lại vương quốc của người Vandal ở Bắc Phi (bao gồm với Tunisia và đông bắc Algérie) ban đầu được bắt đầu như là một cuộc thảo phạt thay vị một cuộc xâm lược. Vua Hilderich, cũng giống như phần lớn những người Vandal khác theo giáo phái Arian của Thiên Chúa giáo, nhưng khác hẳn với những người tiền nhiệm, ông là một người không thù nghịch với Công giáo và là cháu ngoại của hoàng đế Valentinianus III. Do là một người thân La Mã, Hilderich bị nhiều người ghen ghét và cuối cùng bị một người em họ tên là Gelimer lật đổ. Bị quản chế trong tù, vị cựu vương cho người cầu cứu hoàng đế. Justinianus, trong vai trò là chúa tể của phương Tây, hạ chiếu ra lệnh phục vị cho Hilderich nhưng đã bị bác bỏ. Sau đó, tại Constantinopolis nổ ra một cuộc tranh luận kéo dài, họ quyết định can thiệp quân sự vào vương quốc Vandal và chọn một người thích hợp làm vua. Do chiến dịch chinh phạt người Vandal cuối cùng hơn nửa thế kỷ trước kết thúc với thất bại thảm hại, nên cuộc can thiệp quân sự lần này chỉ ở lại mức độ hạn chế. 

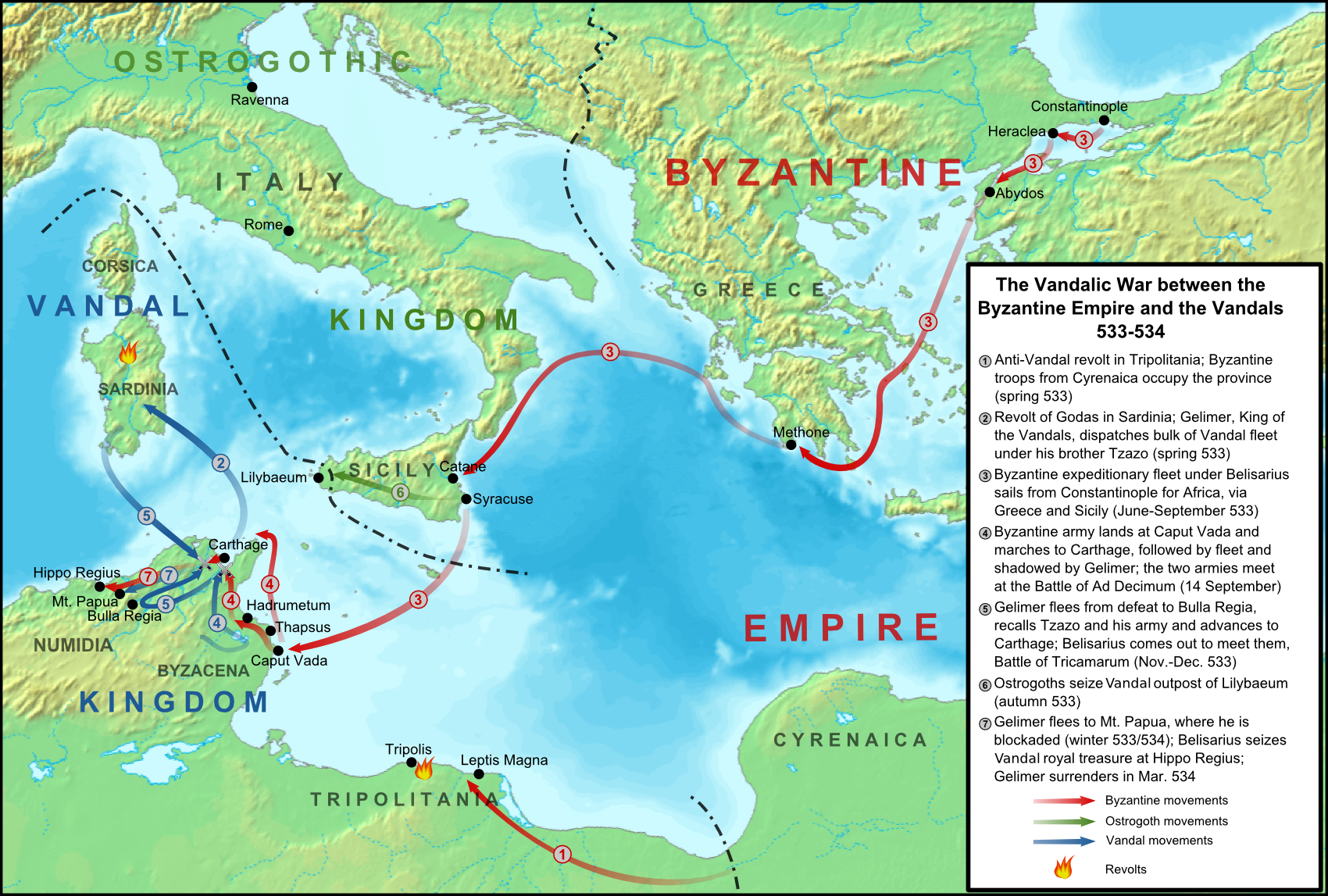
Bản đồ cuộc chiến tranh Vandalic

Belisarius là người nhận trọng trách thống lĩnh quân đội viễn chinh, khởi hành vào năm 533, tức là 1 năm sau khi hiệp ước hoà bình với Ba Tư được ký kết. Năm 533, Belisarius với đội tàu gồm 92 tàu dromon hộ tống, 500 tàu chở quân, đã đổ bộ vào Caput Vada (Ras Kaboudia hiện đại), thuộc Tunisia ngày nay, với một đội quân có khoảng 20.000 lính (bao gồm 15.000 quân đội hoàng gia, 1000 foederati và khoảng 5000 buccelarii Belisars) và 30.000 thủy thủ. Belisarius hành quân thần tốc, giành được hàng loạt thắng lợi một cách nhanh chóng. Theo Procopius, buccelarii là những người gánh trọng trách. Vua Vandal vốn không tính đến một cuộc tấn công của người Đông La Mã, nên đã gửi một lượng quân đến Sardinia nhằm dập tắt một cuộc nổi dậy ở đó. Gelimer hành quyết Hilderich, nhưng Belisarius đã đánh bại người Vandal trong trận Ad Decimum. Ngày 15 tháng 9 năm 533, thành Karthago thất thủ. Belisarius lại một lần nữa dành thắng lợi tại trận Tricamarum, Gelimer buộc phải tháo chạy tới núi Pappua ở Numidia và cuối cùng đã ra đầu hàng vào mùa xuân năm sau. Các đảo Sardinia, Corsica, quần đảo Baleares và thành luỹ Septem Fratres ở gần Gibraltar cũng đều được khôi phục. Gelimer bị đưa về Constantinopolis và được đưa ra diễu hành trong lễ khải hoàn. Tại đây, Gelimer cùng Belisarius thần phục Justinianus và được hoàng đế ân xá. Thay vì chọn một vị rex (vua) mới, vương quốc Vandal đã vô tình bị tan rã. Có lẽ bắt đầu từ đây, sau chiến thắng dễ dàng ngoài sức tưởng tượng này, Justinianus mới bắt đầu nảy ra ý định đưa bán đảo Ý về dưới sự cai trị trực tiếp của hoàng đế.

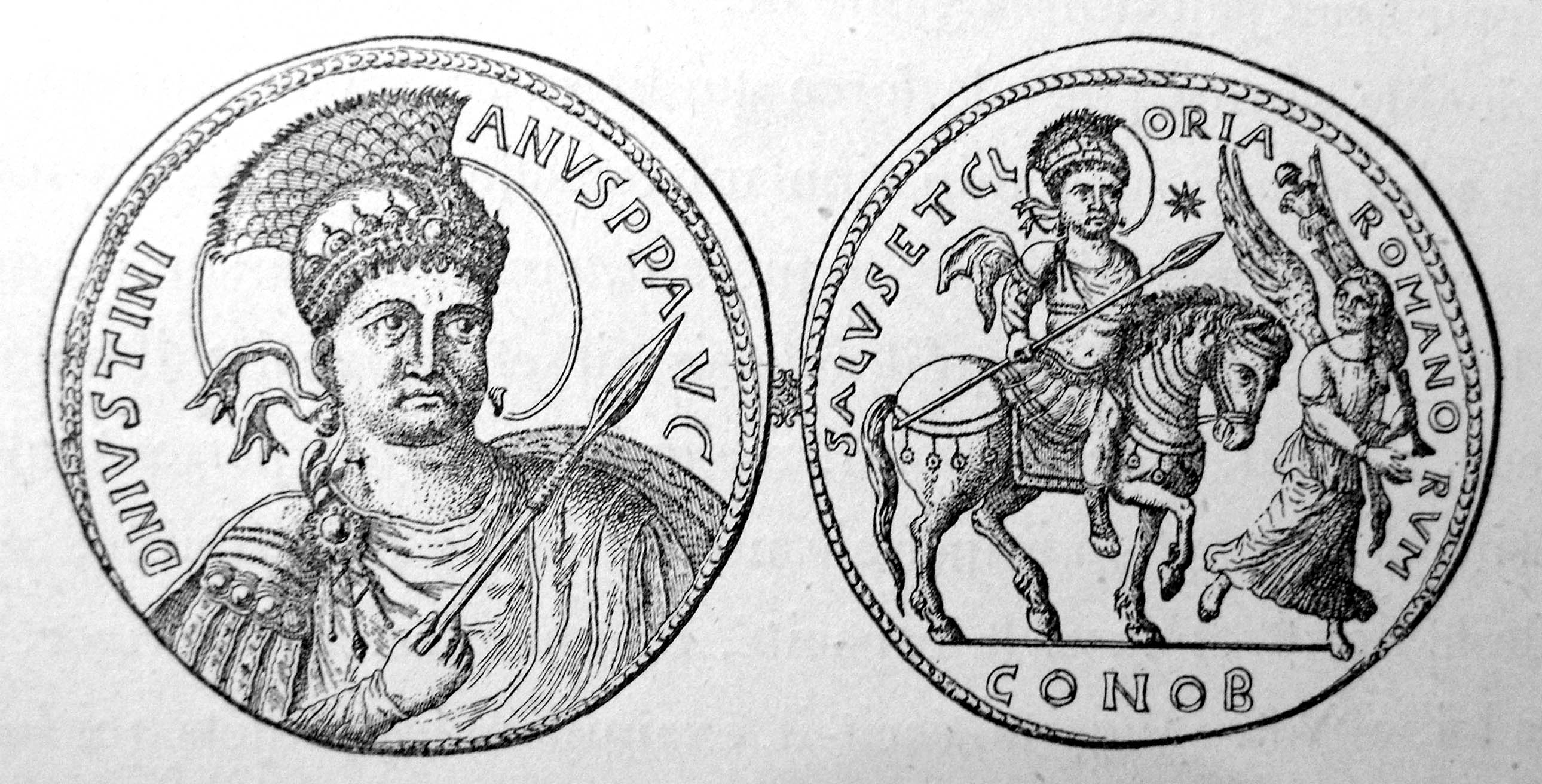
Huy hiệu bằng vàng của Justinianus với giá 36 solidi, có lẽ là nhân dịp chiến thắng trước người Vandal năm 534. Bên phải (mặt sau) là bức vẽ một bức tượng của hoàng đế ở Constantinopolis cùng dòng chữ salus et gloria Romanorum ("sự an toàn và vinh quang của người La Mã)

Ngay từ năm 534, khu vực Bắc Phi đã được tiếp quản theo như các tỉnh khác của Đế quốc. Về mặt hành chính, dưới một viên praefectus praetorio per Africam (Pháp quan thái thú của tỉnh Africa) là 7 viên thống đốc, cai trị 7 tỉnh trong khi về mặt quân sự, một viên magister militum per Africam nắm quyền chỉ huy các duces của các tỉnh Tripolitania, Byzacena, Numidia, Mauretania Caesariensis và Sardinia. Thủ phủ của trấn Africa được đặt ở Carthago, tuy nhiên, trong vòng 15 năm tới, do những cuộc xung đột với người Moor và những cuộc binh biến quân sự, khu vực này đã đứng bên bờ vực sụp đổ. Tướng của Justinianus, Ioannes Troglita, đã có thể dập tắt cuộc nổi loạn của người Moor sau một cuộc chiến trường kỳ và đã có thể định cư những kẻ xâm lược một cách yên ổn. Ngoài ra, nỗ lực khôi phục vương quốc Vandal của Guntarith cũng đã thất bại. Trong một thời gian dài, các nhà nghiên cứu đã cho rằng Bắc Phi đã trải qua một đợt suy thoái sau khi quay về với La Mã, tuy nhiên, những giả thuyết này đã được điều chỉnh bởi các cuộc nghiên cứu mới. Khu vực này sẽ không ổn định cho tới năm 548, nhưng trở nên yên bình và một lần nữa đón nhận sự thịnh vượng trong những năm 600. Chiến dịch tái chinh phục Bắc Phi đã tiêu tốn hết 100.000 cân Anh vàng.
Chiến thắng bất ngờ, nhanh chóng trước vương quốc Vandal đã đánh dấu bước tiến đầu tiên trong triều đại của Justinianus. Vị hoàng đế đã không chỉ đã đạt được một hòa bình dường như lâu dài với người Ba Tư, mà đã lấy lại một khu vực cốt lõi của Đế quốc La Mã bằng một cách dễ dàng. Trong lời tựa của phần cuối của bộ Codex Iustinianus, ông tự tin gọi mình vào tháng 12 năm 534 là IMPERATOR CAESAR FLAVIUS IUSTINIANUS ALAMANNICUS GOTHICUS FRANCICUS GERMANICUS ANTICUS ALANICUS VANDALICUS AFRICANUS PIUS FELIX INCLITUS VICTOR AC TRIUMPHATOR SEMPER AUGUSTUS ("Imperator Caesar Flavius Justinianus, Người chiến thắng người người Alemanni, người Goth, người Frank, người Giéc-manh, người Antes, người Alan, người Vandal và người Phi châu, người khôn ngoan, người may mắn, người nổi tiếng, người chiến thắng (VICTOR) và người chiến thắng (TRIUMPHATOR), Augustus của mọi thời đại“).

### Chiến tranh với người Goth

#### Những thuận lợi ban đầu (535-540)

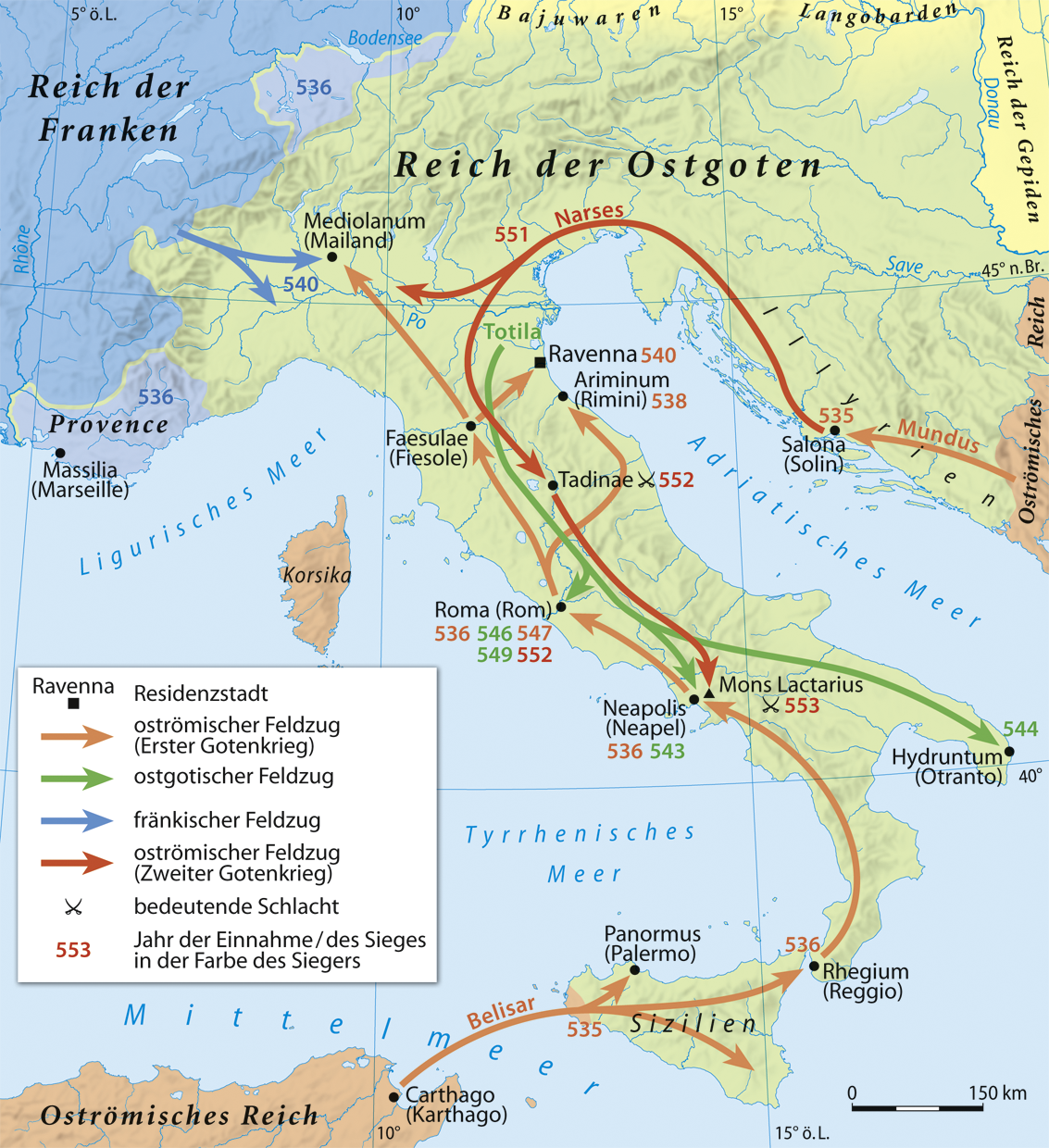
Diễn biến của cuộc chiến tranh Gothic

Không lâu sau chiến thắng trước người Vandal, Justinianus phát động một cuộc chiến mới ở phương Tây. Qua cuộc chinh phục Bắc Phi, tình hình chiến lược căn bản đã thay đổi, và trong nhiều thập kỷ, lần đầu tiên một cuộc tấn công vào bán đảo Ý đã hứa hẹn thắng lợi. Lý do cụ thể cho sự can thiệp của Đông La Mã tại bán đảo là các cuộc đấu đá nội bộ, tranh giành ngai vàng sau cái chết của vua Ostrogoth Theoderic Đại đế năm 526. Con gái Amalasuntha của ông tìm kiếm sự ủng hộ từ phía đông trong khi người cháu trai của Theodoric là Theodahad lại muốn củng cố vị trí của mình. Sau cái chết của Athalarich, con trai nhỏ của Amalasuntha, vào ngày 2 tháng 10 năm 534, Theodahad đã thành công trong việc tìm kiếm sự ủng hộ và đã được tôn lên làm rex (vua). Sau khi lên ngôi, Theodahad lập tức bắt nhốt Amalasuntha trên một hòn đảo mang tên là Martana trong hồ Bolsena ở miền trung nước Ý ngày nay. Amalasuntha bị giết và Justinianus đã lấy đó làm cơ hội để động binh. Những căng thẳng cuối cùng đã khiến chiến tranh nổ ra vào cuối năm 535, nhưng cuộc chiến chống lại những Ostrogoth kiên cường đã kéo dài hơn dự kiến. Một cuộc tấn công của Đông La Mã vào khu vực Dalmatia thất bại, trong khi Belisarius đã sớm chiếm được Sicilia và Napoli. Do liên tiếp gặp thất bại, Theodahad bị quân đội lật đổ, và tôn Witichis lên làm tân vương. Witichis đã tổ chức cuộc kháng chiến khá thành công, nhưng đã đánh mất Roma vào cuối năm 536 vào tay Belisarius. Những nỗ lực tái chinh phục thành phố vốn vẫn còn khoảng 100.000 dân đã thất bại. Những cuộc giao tranh dữ dội, biến động liên tục là một gánh nặng cho người Ý. Thành Milano vừa mới bị Đông La Mã chiếm được, đã nhanh chóng bị người Ostrogoth tái chiếm một cách tàn nhẫn năm 538. Ngoài ra, nạn đói bùng nổ trên khắp bán đảo. Năm 538, Narses, một đối thủ cạnh tranh của Belisarius, được phái đến Ý tiếp viện với một đội quân nhỏ. Tuy nhiên, sự bất đồng giữa hai viên chỉ huy đã khiến các cuộc tấn công chống lại người Goth thất bại và Narses sớm bị gọi về Constantinopolis. Ngoài ra, những cuộc tấn công của người Merovinger Frank dưới sự chỉ huy của vua Theudebert I vào miền bắc Ý đã tàn phá triệt để khu vực này, gây nên vô vàn thương vong. Người Frank đã giao chiến chống lại Goth cũng như chống lại người Đông La Mã, mặc dù trước đó họ đã được cả hai bên xem như là một đồng minh có thể.
Thành Ravenna bị Belisarius bao vây thất thủ vào tháng 5 năm 540. Các quý tộc Ostrogoth tỏ ý tôn Belisarius là Hoàng đế Tây La Mã và Belisarius đã chấp thuận. Witichis bị bắt giam, nơi mà ông ta có thể đã chết với tư cách của một patricius vào năm 542. Liệu Belisarius có giả vờ nhận tước vị Hoàng đế Tây La Mã hay không, thì không rõ, nhưng chắc chắn điều này đã đánh thức lòng nghi kỵ của Justinianus, một người không bao giờ tin tưởng các tướng tá của mình trong bất kỳ trường hợp nào và chắc chắn nhất quyết sẽ không bao giờ dung tha cho vị Augustus thứ hai. Điều chắc chắn là Belisarius đã làm một điều quá quyền hạn của mình khi ông bắt giam Witichis trong khi Justinianus đã hứa với người Ostrogoth là sẽ cho họ định cư ở bắc Ý như là foederatus. Belisarius không đồng tình với điều này; Và có lẽ lịch sử đã đi theo một hướng khác nếu như ông tuân theo lời hoàng đế, một vương quốc Ostrogoth ở phía bắc sông Po có thể đã hoạt động như một nước phên dậu làm vùng đệm chống lại sự xâm lăng của người Lombard, người Frank và Ý có thể đã thoát được giai đoạn thứ hai, đẫm máu hơn của cuộc chiến tranh Gothic.

#### Sự phản kháng của người Goth và cuộc chinh phạt cuối cùng (541-555)
Tình hình ở Ý đã bị đảo ngược và trở nên tồi tệ hơn trong khi chiến sự ở biên giới Ba Tư lại nổ ra. Dưới sự lãnh đạo của các vị vua Ildibad và Eraric (cả hai đều bị sát hại năm 541) và đặc biệt là Totila, người Ostrogoth đã nhanh chóng đảo ngược tình thế. Sau khi dành chiến thắng tại Faenza năm 542, họ đã phục hồi lại các thành phố lớn ở miền nam Ý và nhanh chóng tái chiếm gần như toàn bộ bán đảo. Belisarius đã được gửi trở lại Ý vào cuối năm 544, nhưng chỉ với lượng quân ít ỏi, một phần là do hoàng đế không còn tin tưởng vị tướng giỏi nhất của mình, mặt khác là do đại quân Đông La Mã phải đóng ở phía đông để chống cự người Ba Tư. Giai đoạn hai của cuộc chiến tranh Gothic tỏ ra còn khó khăn hơn lần trước. Cuối năm 546, thành Rômathất thủ vào tay Totila, nhưng lại đánh mất không lâu sau đó. Chiến trường kéo dài khắp bán đảo Ý và đi kèm với sự tàn nhẫn. Không làm được gì để có thể làm tiến triển tình hình, Belisarius bị gọi về và được thay thế bởi Germanus. Germanus đột ngột qua đời chỉ 1 năm sau đó và quyền chỉ huy lại rơi vào tay Narses. Trong khi đó, Totila lần thứ hai chiếm được Rômavào cuối năm 549, nhưng cũng không thể khẳng định mình tại đây. Cuộc chiến này cũng hủy hoại nền quý tộc Nguyên lão Tây La Mã, thứ mà đến khi đó là những người gìn giữ nền văn hoá cổ đại. Vào cuối thế kỷ thứ VI, viện nguyên lão mang truyền thống lâu đời đã biến mất khỏi tất cả các ghi chép.

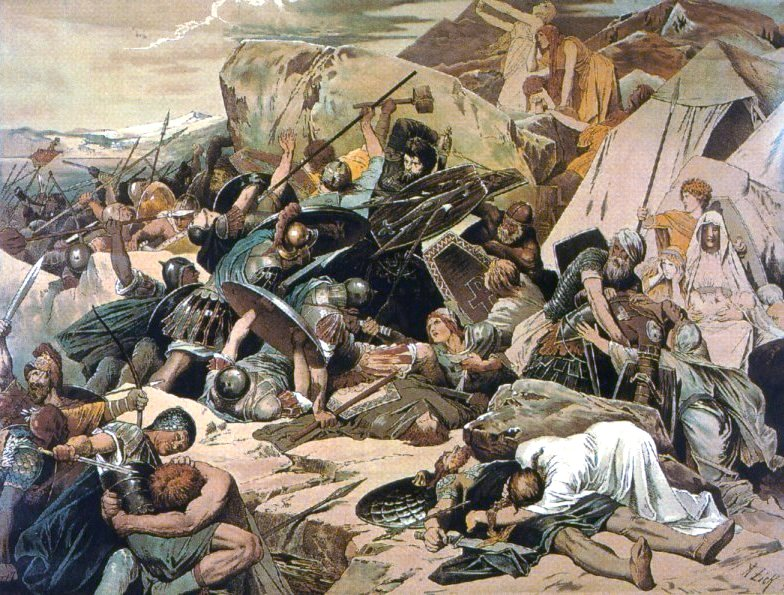
Trận Mons Lactarius, trận đánh quyết định cuối cùng của người Goth, tranh của Alexander Zick

Chỉ khi một hiệp ước đình chiến đã được ký kết với người Ba Tư vào năm 551 lại, Justinianus mới có thể dời binh sĩ từ mặt trận phía đông sang phía Tây. Cuối cùng, Justinian phái một đội quân gồm khoảng 35.000 người (2.000 người đã được tách ra và gửi sang xâm lăng miền nam Hispania đang nằm dưới sự kiểm soát của người Visigoth) dưới sự chỉ huy của Narses. Quân đội đến Ravenna vào tháng 6 năm 552 và đánh bại quân đội người Ostrogoth dưới sự chỉ huy của, nơi Totila một cách quyết định chỉ trong vòng một tháng trong trận Busta Gallorum trên dãy Apennini. Totila tử trận, khiến người Goth mất một nhà chiến lược tài ba. Sau trận đánh thứ hai tại Mons Lactarius gần núi Vesuv vào tháng 10 năm đó, cuộc kháng chiến của người Ostrogoth cuối cùng đã bị phá vỡ. Năm 554, một cuộc xâm lăng quy mô lớn của người Frank đã bị Narses đánh bại tại Casilinum và đế quốc đã có thể bảo vệ Ý, mặc dù Narses sẽ phải mất vài năm để phá hết các thành trì còn lại của người Goth. Vào cuối cuộc chiến, một đội quân khoảng 16.000 người ở lại đóng tại Ý. Cuộc tái chinh phục Ý đã gây tốn kém khoảng 300.000 cân Anh vàng của Đế quốc.
Cũng giống như Châu Phi, Ý cũng nằm dưới sự quản lý của một viên praefectus praetorio (Pháp quan thái thú); tuy nhiên, đất nước đã bị tàn phá nghiêm trọng. Theo sắc lệnh được Justinianus ban ra năm 554, Ý trở thành một phần của Imperium Romanum. Các chức vụ trước đây vốn được nắm giữ bởi các nghị sĩ Tây La Mã đều bị bãi bỏ, qua đó góp phần không nhỏ vào sự biến mất của tầng lớp quý tộc này. Ý đánh mất vị trí đặc biệt của nó và chỉ được quản lý như một tỉnh bình thường từ Constantinopolis; tuy vùng đất lõi cốt cũ của Đế quốc đã được phục hồi sau hàng thập kỷ, nhưng đã không còn như xưa nữa. Ở một mức độ nhất định, đế quốc Tây La Mã cũng đã cáo chung bằng việc bãi bỏ triều đình La Mã ở Ravenna. Chỉ có Roma là còn nhận được từ Hoàng đế một số đặc ân, bao gồm việc phục hồi các khoản hiến tặng ngũ cốc miễn phí (annona civica) cho dân số đang bị tàn phá nghiêm trọng. Ban đầu, Narses nhận lệnh xây dựng lại hệ thống cơ sở hạ tầng ở bán đảo. Tuy nhiên, không lâu sau cái chết của Justinianus, người Lombard tràn vào Ý năm 568 (có thể là sau một nỗ lực thất bại của Narses để người Lombard định cư ở Ý như là foederates) và chiếm một lượng lớn đất đai trên bán đảo. Genova còn tồn tại như là một phần của đế quốc cho đến năm 650, khu vực xung quanh Ravenna (Trấn Ravenna) đến năm 751, Sicilia đến thế kỷ thứ IX và khu vực ở miền nam bán đảo Ý cho đến năm 1071.

### Các chính sách đối ngoại khác

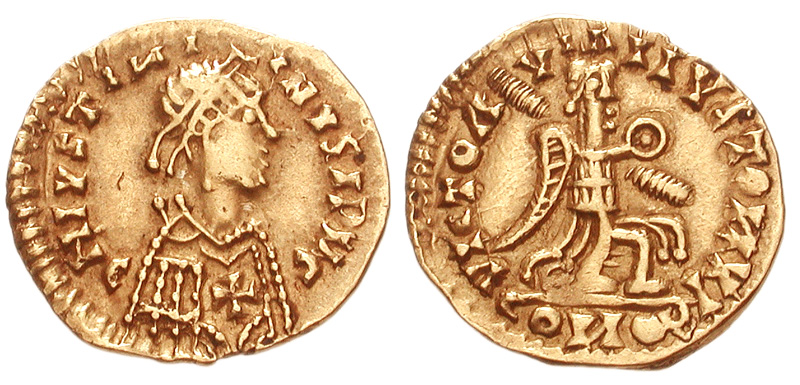
Đồng tremissis của Visigoth mang tên Justinianus

Bản đồ tỉnh Spania của Đông La Mã ở phía nam bán đảo Iberia.

Cuộc viễn chinh xa nhất về phía Tây nhất dưới thời trị vì của Justinianus là việc đưa quân đến Tây Ban Nha. Tỉnh cũ này của đế quốc La Mã kể từ thế kỷ thứ V là nơi cư ngụ của người Visigoth. Vào thời kỳ đầu trong triều đại của Justinianus, cai trị vương quốc Visigoth là vua Theudis. Trong cuộc chiến tranh Vandalic, ông từ chối hỗ trợ vua Vandal Gelimer, nhưng chiếm đoạt pháo đài Septem (Ceuta), nằm trên bờ biển châu Phi của eo biển Gibraltar. Tuy nhiên, vào năm 534, pháo đài này đã được Belisarius chiếm được và người Đông La Mã đã có thể bảo vệ được pháo đài bất chấp cuộc tấn công của người Visigoth vào năm 547. Justinianus sau đó đã lợi dụng xung đột nội bộ trong vương quốc Visigoth để can thiệp. Một quý tộc Visigoth là Athanagild đã nổi dậy chống lại vị vua mới Agila nên đã yêu cầu sự hỗ trợ của hoàng đế La Mã. Hoàng đế đã gửi vị patricius Tây La Mã Liberius đã hơn 80 tuổi đến Tây Ban Nha vào năm 552 cùng 2.000 quân. Điều này cho thấy rằng Justinianus không có tham vọng tái chiếm toàn bộ Tây Ban Nha. Với sự giúp đỡ này, Athanagild đã có thể đánh bại đối thủ của mình và lên làm vua, trong khi người La Mã nhân cơ hội để chiếm lấy một khu vực tương ứng hoặc nhỏ hơn Andalucía ngày nay, bao gồm các thành phố Cartagena, Málaga hay Córdoba, chỉ với nguồn nhân lực và chi phí thấp. Tuy nhiên, người Đông La Mã đã thể tiến sâu hơn nữa ở Tây Ban Nha. Với cái chết của Justinianus, nỗ lực để tạo thành một đầu cầu ở Tây Ban Nha này dần dần biến mất. Những lãnh thổ cuối cùng của đế quốc dường như đã biến mất vào năm 624. Tuy người Đông La Mã không xuất hiện lâu ở Tây Ban Nha, nhưng vẫn có những ảnh hưởng ở mức độ hạn chế, ví dụ như đối với tập quán của vương quốc Visigoth, chẳng hạn như sự gần gũi giữa giáo hội và triều đình cũng như trong đời sống văn hóa địa phương (nhà truyền giáo Martín de Braga nói rất giỏi tiếng Hy Lạp).
Ngoài ra, Justinianus đã thành công trong việc thiết lập quan hệ với các vương quốc Kitô giáo Aksum (Ethiopia ngày nay, xem thêm bài Kaleb của Axum). Vào năm 525, vương quốc Aksum đã can thiệp chống lại người Himyar ở Yemen, gây ít nhiều phiền toái cho nhà Sassanid vốn đang theo đuổi lợi ích riêng trong khu vực này và đã chinh phục bờ biển phía nam của vịnh Ba Tư ngay sau khi hoàng đế La Mã qua đời. Tại biên giới phía Nam của tỉnh Ai Cập luôn xảy ra những cuộc chiến với người Blemmer. Dưới thời Justinianus, tằm tơ đã được đưa về từ Trung Quốc, giúp người La Mã có thể tự mình sản xuất lụa, làm giảm sự phụ thuộc vào hàng nhập khẩu. Ngay cả ở những khu vực Địa Trung Hải không nằm dưới sự kiểm soát của Đông La Mã, sự nổi trội của Hoàng đế thời kỳ đó nhìn chung đã được thừa nhận.

### Kết quả

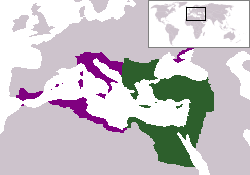
Tác phẩm trung hưng của Justinianus: Ông đã tái chiếm được nhiều lãnh thổ đã mất của đế quốc Tây La Mã

Tham vọng đưa đế chế La Mã về với vinh quang cũ của nó của Justinianus chỉ được thực hiện một phần. Ở phía Tây, những thành công rực rỡ trong những năm 530 đã được tiếp nối bởi giai đoạn trì trệ kéo giài hàng năm trời. Cuộc chiến tranh trường kỳ với người Goth là một thảm hoạ cho Ý, mặc dù các hiệu ứng lâu dài của nó có thể ít nghiêm trọng hơn đôi khi được nghĩ đến. Các loại thuế nặng mà chính quyền áp đặt lên dân chúng của họ đã hứng chịu những phản đối sâu sắc. Thắng lợi cuối cùng ở Ý, cuộc chinh phục Bắc Phi và bờ biển Nam Hispania đã mở rộng đáng kể cương thổ và đế quốc có thể phô trương sức mạnh của mình và loại bỏ tất cả các mối đe dọa trên biển của nó. Mặc dù Đông La Mã đánh mất phần lớn nước Ý chỉ không lâu ngay sau cái chết của Justinianus, nó vẫn giữ lại được một số thành trì quan trọng, bao gồm Rôma, Napoli và Ravenna, khiến người Lombard chỉ trở thành mối đe dọa trong khu vực. Tỉnh Spania mới thành lập giữ người Visigoth như là một mối đe dọa đối với chỉ riêng Hispania mà không phải phía tây Địa Trung Hải và châu Phi. Những sự kiện trong những năm cuối của triều đại của Justinianus cho thấy rằng chính Constantinopolis cũng không an toàn trước những kẻ xâm lược người rợ từ phía bắc và thậm chí cả nhà sử học khá rộng lượng Manander Protector cũng cảm thấy cần phải thừa nhận sự thất bại của Hoàng đế để bảo vệ thủ đô bằng sự yếu đuối của thân thể lúc tuổi già. Vớ những nỗ lực nhằm trung hưng đế quốc La Mã của mình, Justinianus đã kéo căng nguồn lực quốc gia một cách nguy hiểm trong khi không tính đến những thực tế đã thay đổi của châu Âu thế kỷ thứ VI.

## Nội trị

### Tổng quan
Ông được biết đến như là "vị Hoàng đế không ngủ" trong các ghi chép về thói quen làm việc của mình. Justinianus rất hiếm khi rời khỏi kinh đô và do đó ông được xem là một „nhà đối nội“ thực thụ. Nhưng cũng không thể không nói rằng ông là một người rất may mắn khi ông có những cố vấn có tài phò tá, qua đó cho phép ông có thể thực thực hiện các dự án quy mô lớn. Để thực hiện tham vọng phục hồi các lãnh thổ đã mất của mình và thậm chí nếu cho dù ông không có sáng kiến gì để canh tân triều đình, thì ông vẫn có thể ngồi chơi xơi nước, để mặc chuyện đại sự cho các tướng lĩnh của ông lo liệu. Nổi tiếng nhất trong số đó là Belisarius, người chinh chiến trên mọi mặt trận khi cần thiết. Tương tự như vậy, các tướng như Germanus, Mundus, hay viên thái giám Narses cũng đóng một vai trò quyết định trong cuộc tái chinh phục bán đảo Ý, trong khi Ioannes Troglita nắm vai trò quyết định trong công cuộc bình định xứ Africa. Về mặt đối nội, Justinianus cũng sở hữu nhưng viên cố vấn chất lượng như Tribonianus, nhân vật chủ chốt đằng sau bộ "Corpus Juris Civilis". Tương tự như vậy, Ioannes xứ Cappadocia cũng đã cho thấy rằng ông là một pháp quan thái thú nhiệt tình và hiệu quả.
Giai đoạn đầu của triều đại Justinianus là không thể tách rời với mối quan hệ với người vợ tên là Theodora, một người phụ nữ có xuất thân là kỹ nữ và bị giáo hội khinh miệt. Trước đó, Justinianus không thể kết hôn với bà bởi vì sự khác biệt tầng lớp của bà, nhưng người bác của ông, Hoàng đế Justinus I trước đó đã thông qua một đạo luật cho phép kết hôn giữa những tầng lớp xã hội khác nhau. Cả hai người kết hôn cùng nhau vào năm 525. Justinianus chắc chắn đã dành rất nhiều tình cảm dành cho bà, việc bà qua đời vào năm 548 đã khiến hoàng đế rất đau đớn. Chắc chắn là Theodora đã có không ít tác động đến những quyết định chính trị của Justinianus, điển hình là khi bà từ chối bỏ trốn khi cuộc bạo loạn Nika nổ ra. Trong cuốn Bí sử, Procopius xứ Caesarea có để cập đến sự thao túng Justinianus của Theodora, tuy nhiên, đây được cho là một điều phóng đại.

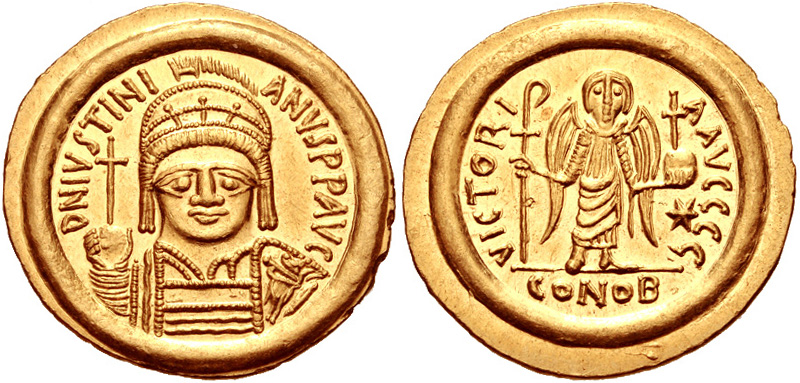
Đồng tiền vàng mang hình Justinianus.

Justinianus quan tâm đế chính quyền các tỉnh và các thành phố cũng như các vấn đề thần học. Thông qua nhiều bộ luật và pháp lệnh được ban hành, ông đã cố gắng hợp lý hóa việc quản trị đế chế La Mã thời kỳ cuối và thích ứng với các yêu cầu hiện tại. Tuy không phải lúc nào cũng thành công, nhưng ông thực hiện nó bằng những nỗ lực đáng nể. Hệ thống luật pháp mà ông tạo nên, là bước đột phá và còn tiếp tục ảnh hưởng cho đến thời hiện đại. Một nguồn tư liệu quan trọng về giai đoạn cuối của lịch sử hành chính thời hậu kỳ cổ đại là tài liệu lưu trữ của viên chức Diosporus, người từng nắm giữ các vị trí quan trọng ở Ai Cập dưới thời Justinianus và vị vua kế nhiệm. Một tác phẩm quan trọng hơn là cuốn De magistratibus của cựu viên chức hoàng gia Ioannes Lydos, mang đến một cái nhìn sâu sắc về chính quyền thời hậu kỳ cổ đại.
Tuy nhiên, những cuộc chiến (chủ yếu là cuộc chiến ở biên giới phía đông với người Ba Tư) là một gánh nặng đáng kể đối với nền tài chính quốc gia. Việc xây dựng không được kiểm soát, và đặc biệt là hậu quả của dịch bệnh dịch hạch gây ra gánh nặng tài chính ngày càng tăng, dẫn đến sự bần cùng hóa một bộ phận dân số. Mặt khác, những nơi không bị ảnh hưởng bởi sự xâm lăng của người Ba Tư như Tiểu Á, Ai Cập và các khu vực ở Syria và Palestine đều trải qua một thời kỳ thịnh vượng dưới thời Justinianus. Tại đây, các thành phố vẫn giữ được đặc trưng cổ xưa mà đã biến mất ở nhiều nơi, đặc biệt là ở phía nam sông Danube. Thật khó để nói được Justinianus đã thực sự kéo căng nguồn lực của đế quốc bao nhiêu và nó vẫn là một chủ đề gây tranh cãi. Nhìn chung, tầng lớp quý tộc Hậu La Mã ở phương Đông có thể đã tiếp tục duy trì sự uy tín xã hội, sự giáo dục cổ điển (paideia) và một tài sản vô biên (một ví dụ điển hình về điều này là quý bà Anicia Juliana). Tuy nhiên, có những căng thẳng rõ rệt đã phát sinh giữa các nguyên lão bị tước hết quyền lực chính trị và hoàng đế.

### Bạo loạn Nika
Sự kiện liên quan đến nội trị nổi bật nhất trong triều đại của Justinianus đã được biết đến như là cuộc bạo loạn Nika diễn ra ở Constantinopolis năm 532. Người ủng hộ hai đội đua xe ngựa vốn thù địch nhau, đội Xanh lam (venetoi) và đội Xanh lục (prasinoi), tức giận việc Justinianus nỗ lực hạn chế quyền lực của họ, nên đã cùng nhau tham gia chống lại ông. Trong cuộc bạo loạn này, các khán giả đã la hét ầm ĩ chống đối hoàng đế và tôn Hypatius, cháu của cựu hoàng Anastasius lên làm hoàng đế. Có lẽ cũng đã có nhiều nguyên lão cấp cao khác đã tham gia vào cuộc nổi dậy. Trong khi đám đông đang nổi loạn trên khắp các nẻo phố, Justinianus tưởng chừng như đã đánh mất tất cả và đã định chạy trốn khỏi kinh đô. Tuy nhiên, cuối cùng ông đã quyết định ở lại, có lẽ do lời can ngăn của vợ ông là Theodora. Trong hai ngày tiếp theo, ông đã ra lệnh các tướng Belisarius và Mundus đàn áp cuộc bạo loạn một cách tàn bạo. Dựa theo lời khăng khăng của Theodora (có lẽ trái với suy nghĩ của bản thân), hoàng đế đã hạ lệnh xử tử cháu trai của cựu hoàng cùng anh trai Pompeius và ngoài ra cũng có rất nhiều quý tộc khác đã bị giết. Ước tính, trong các cuộc bạo loạn này, hơn 3 vạn người được cho là đã bị giết.
Hỏa hoạn đã xảy ra khiến một phần của Constantinopolis bị đốt cháy. Đám cháy đã cung cấp cho Justinianus một cơ hội để ghắn liền tên ông với một loạt các công trình tráng lệ mới, đáng chú ý nhất là Hagia Sophia cùng với mái vòm của nó. Sau khi cuộc bạo loạn kết thúc, kinh đô Constantinopolis trở nên yên ổn trong một thời gian dài; sự thống trị của Justinianus không còn bị đẹ doạ từ bên trong. Cố gắng soán vị của Ioannes Cottistis năm 537 đã bị dập tắt chỉ trong vòng vài ngày. Chỉ trong vài năm cuối, một lần nữa tình trạng bất ổn mới xuất hiện trong dân chúng.

## Xây dựng

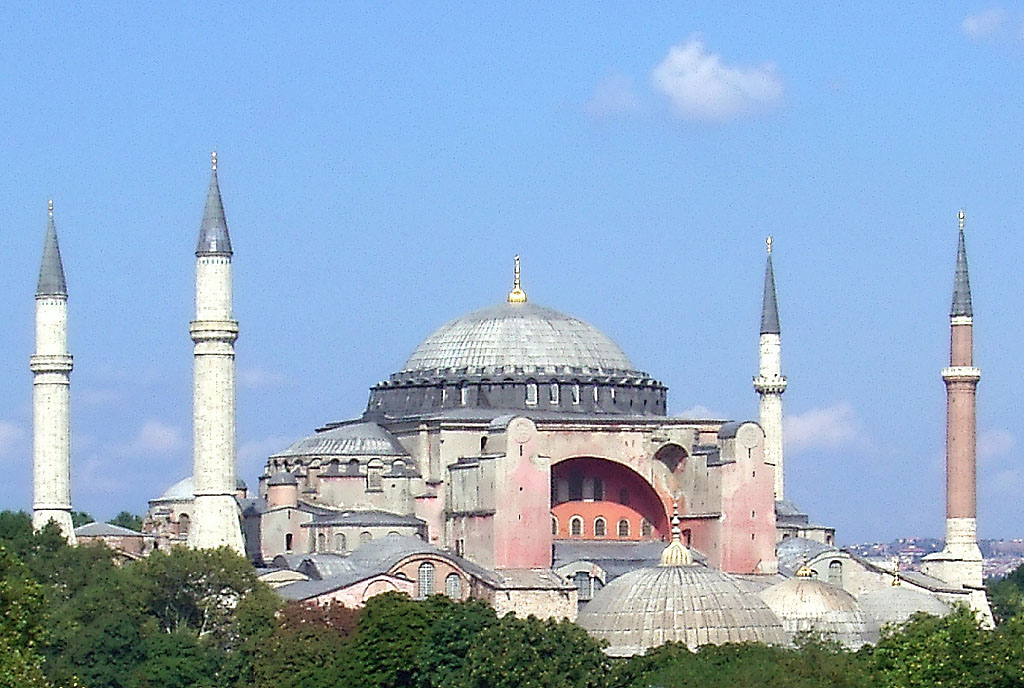
Thánh đường Hagia Sophia ngày nay. Bốn ngọn tháp Minaret được xây thêm sau khi người Thổ chiếm được thành phố.

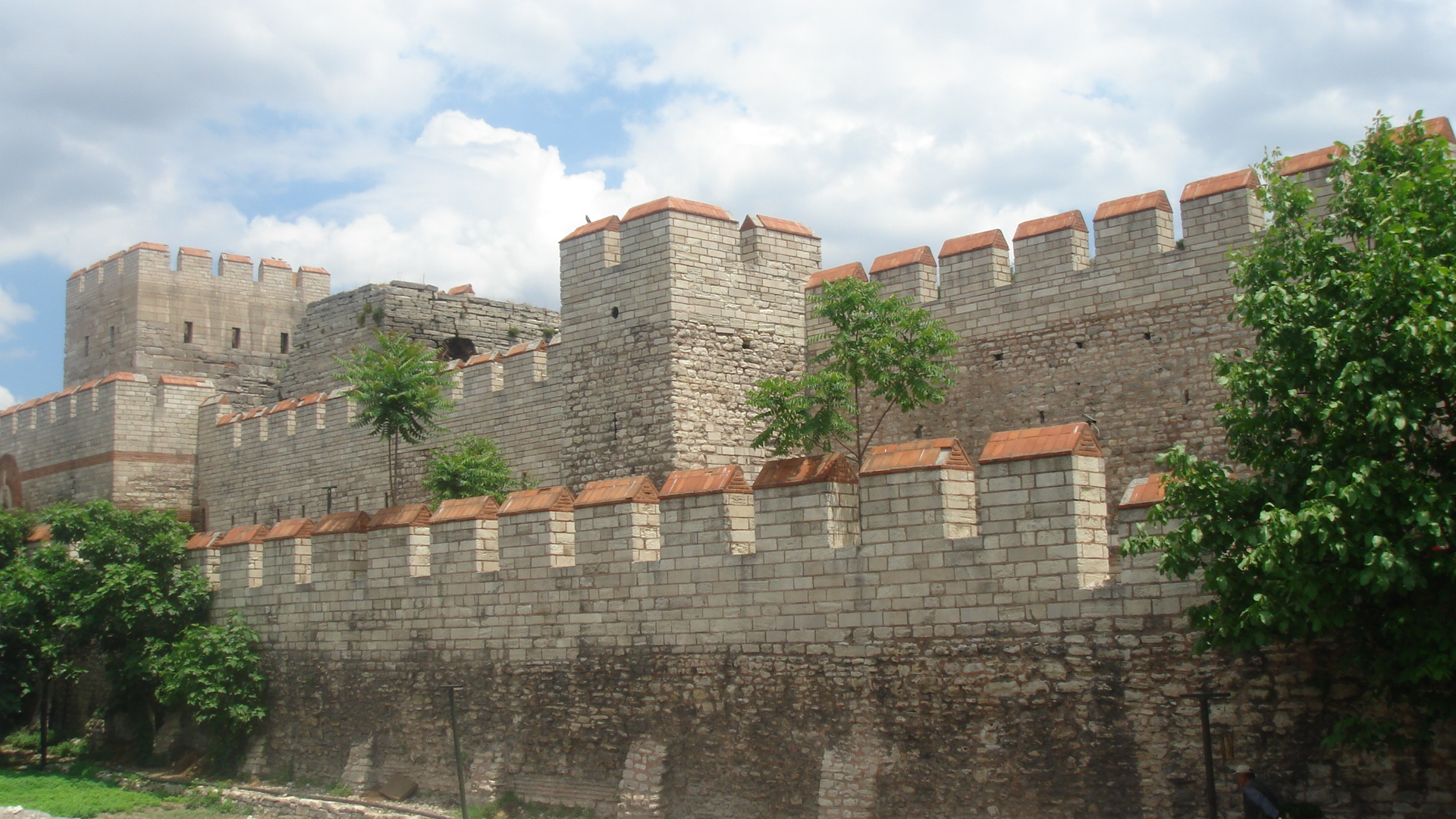
Một đoạn tường thành của Theodosius

Justinian tự ban cho mình ngoại hiệu philoktistes (người thích xây dựng), tượng trưng cho khuynh hướng xây dựng các loại công trình khác nhau, cho về mặt quân sự thông qua công việc củng cố lãnh thổ của đế chế, hay về mặt tôn giáo như là một sự phản chiếu đức tin của ông, hay là tham vọng làm đẹp Constantinopolis.

### Các công trình ở Constantinopolis
Justinianus đã tạo nên dấu ấn của mình tại kinh đô Constantinopolis, nơi mà ông hầu như không bao giờ bỏ đi trong suốt khoảng thời gian tại vị của mình. Thành phố mà Đại đế Constantinus xây dựng nên trên địa điểm của thành phố Byzantium cổ đại vốn đã rộng lớn. Tuy nhiên, nó đã phải hứng chịu sự tàn phá nghiêm trọng trong cuộc nổi dậy Nika. Hỏa hoạn đã khiến nhiều khu vực bị phá hủy hoàn toàn. Ioannes Lydus đã mô tả lại hiện trạng của kinh đô La Mã vào cuối cuộc nổi dậy (có lẽ cũng đã được thêm mắm thêm muối ít nhiều): "Thành phố này giờ đây chỉ còn như là một ngọn núi trơ trọi, dốc đứng, như những ngọn Lipari hay Vesuvius, đầy bụi, khói và nồng nặc mùi hôi, khiến nó không thể ở được nữa." Chỉ bốn mươi lăm ngày sau khi cuộc nổi dậy Nika bị dập tắt, Justinianus đã bắt đầu công việc xây dựng tác phẩm kiến trúc vĩ đại nhất trong triều đại ông: Thánh đường Hagia Sophia. Nó được xây dựng trên địa điểm của nhà thờ cùng tên vốn đã bị hỏa hoạn phá hủy trong cuộc nổi dậy. Tòa nhà này phải là "sự vinh quang của Đức Chúa trời" và thể hiện sự tráng lệ của đế quốc. Để đạt được điều này, nó phải vượt xa tất cả công trình thời đương đại của Ki-tô giáo. Trong tâm trí Justinianus, công trình này cũng phải lột rửa những tội lỗi của đế quốc sau cuộc nổi dậy. Để xây dựng nó, ông đã cho triệu hai kiến trúc sư: Anthemius xứ Tralles, người đã mất một năm sau đó, và Isidoros xứ Milet. Nhà thờ thánh Sophia là một hình chữ nhật có chiều dài 77 m và chiều ngang 71,70 m. Cũng giống như các vương cung thánh đường khác, nó có ba gian giữa, được ngăn cách bởi hàng cột. Điều đáng ngạc nhiên là kích thước và thể tích có một không hai của không gian bên trong. Mái vòm trung tâm thứ nhất đã bị sập vào năm 558, mái thứ hai đã được xây dựng lại vào năm 562. Mái vòm lớn có đường kính 31 m, nằm ở trung tâm của gian giữa và nằm ở độ cao 54 m so với mặt đất. Công trình đã được hoàn thành trong năm năm và chính thức được thánh hóa vào ngày 27 tháng 12 năm 537.
Việc xây dựng thánh Sophia chỉ là khía cạnh mang tính tham vọng nhất trong việc xây dựng lại nhiều tòa nhà ở kinh đô. Justinianus không chỉ đã xây dựng lại nhà thờ Thánh Tông Đồ, phục vụ như là nơi chôn cất thi hài của các vị hoàng đế Đông La Mã mà còn cho xây dựng lại nhà thờ Thánh Irene, vốn đã bị lửa cháy trong cuộc nổi dậy và sẽ trở thành trung tâm tôn giáo thứ hai trong thành phố. Nói chung, Justinianus đã can thiệp vào việc xây dựng hoặc khôi phục 33 tòa nhà tôn giáo tại các thành phố trên khắp đế quốc. Ông xây dựng lại các tòa nhà ở quảng trường Augustaion theo phong cách của mình. Ngoài ra ông còn cho xây lại đại lộ Mese tại quảng trường Constantinus, cũng như Propylaea (cửa cung), cửa bằng đồng, phòng tắm Zeuxippus của cung điện hoàng gia. Chính giữa quảng trường Augustaion là cây cột Justinianus, trên đỉnh cột là một bức tượng cưỡi ngựa của hoàng đế, kỷ niệm chiến thắng trước người rợ. Hoàng đế cũng quan tâm đến việc bảo vệ Constantinopolis, ông đã cho khôi phục các bức tường Theodosius và các bức tường Anastasius vốn đã suy yếu bởi động đất. Ngoài ra, Justinianus còn cho xây dựng một bể chứa nước khổng lồ ở gần Thánh đường Sophia. Với chiều dài 138 m và bề ngang 65 mét, bao gồm 28 hàng cột, mỗi hàng 12 cột, tức là tổng cộng có 336 cột, phía trên là các mái vòm bằng gạch, nằm ở độ cao 8 mét. Bế nước còn tồn tại như là nguồn cung nước chính của kinh đô Constantinopolis đến thời kỳ Ottoman.

### Những nơi khác

Các công trình được xây dựng dưới triều đại của Justinianus I
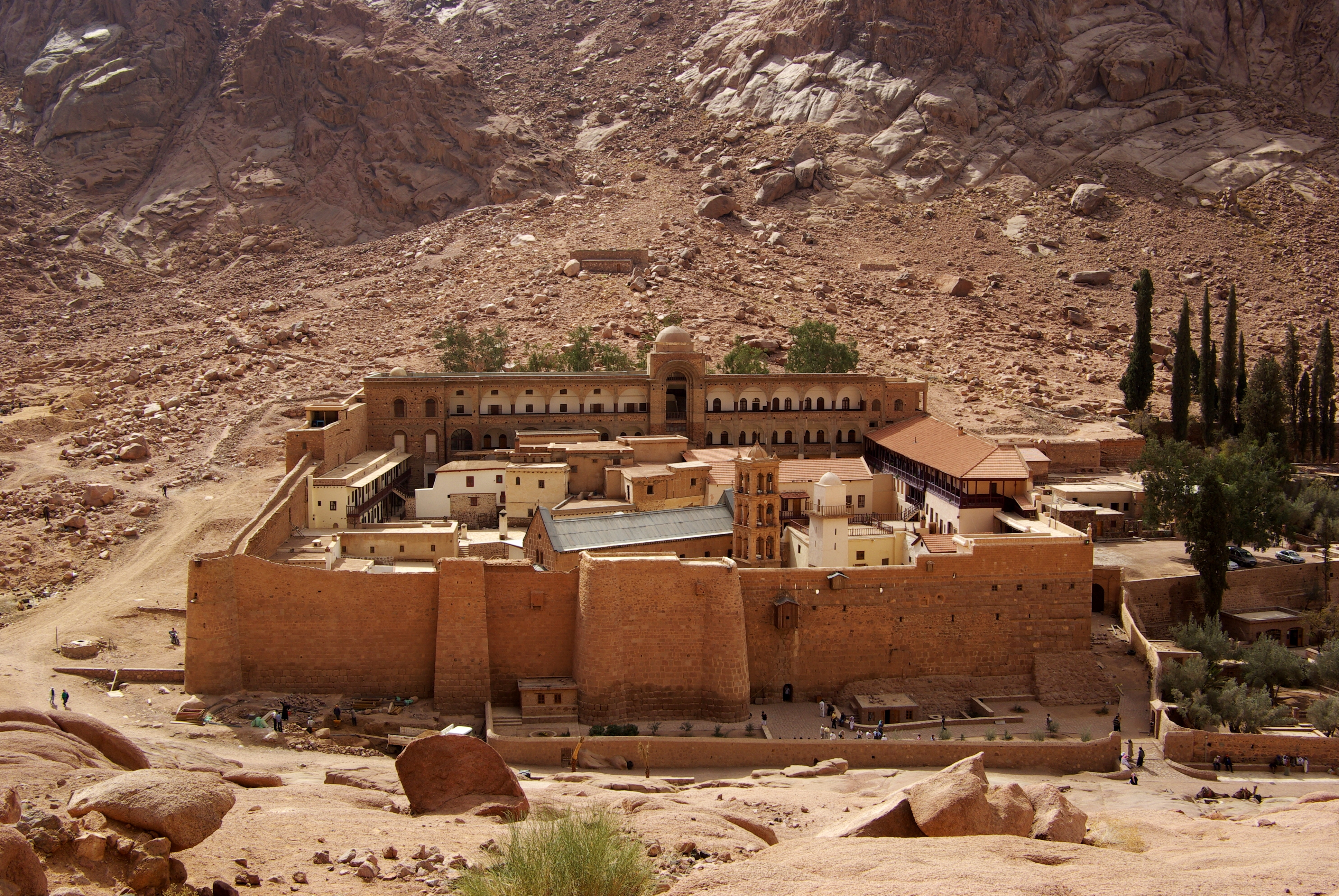
Tu viện Thánh Catherine ở Sinai
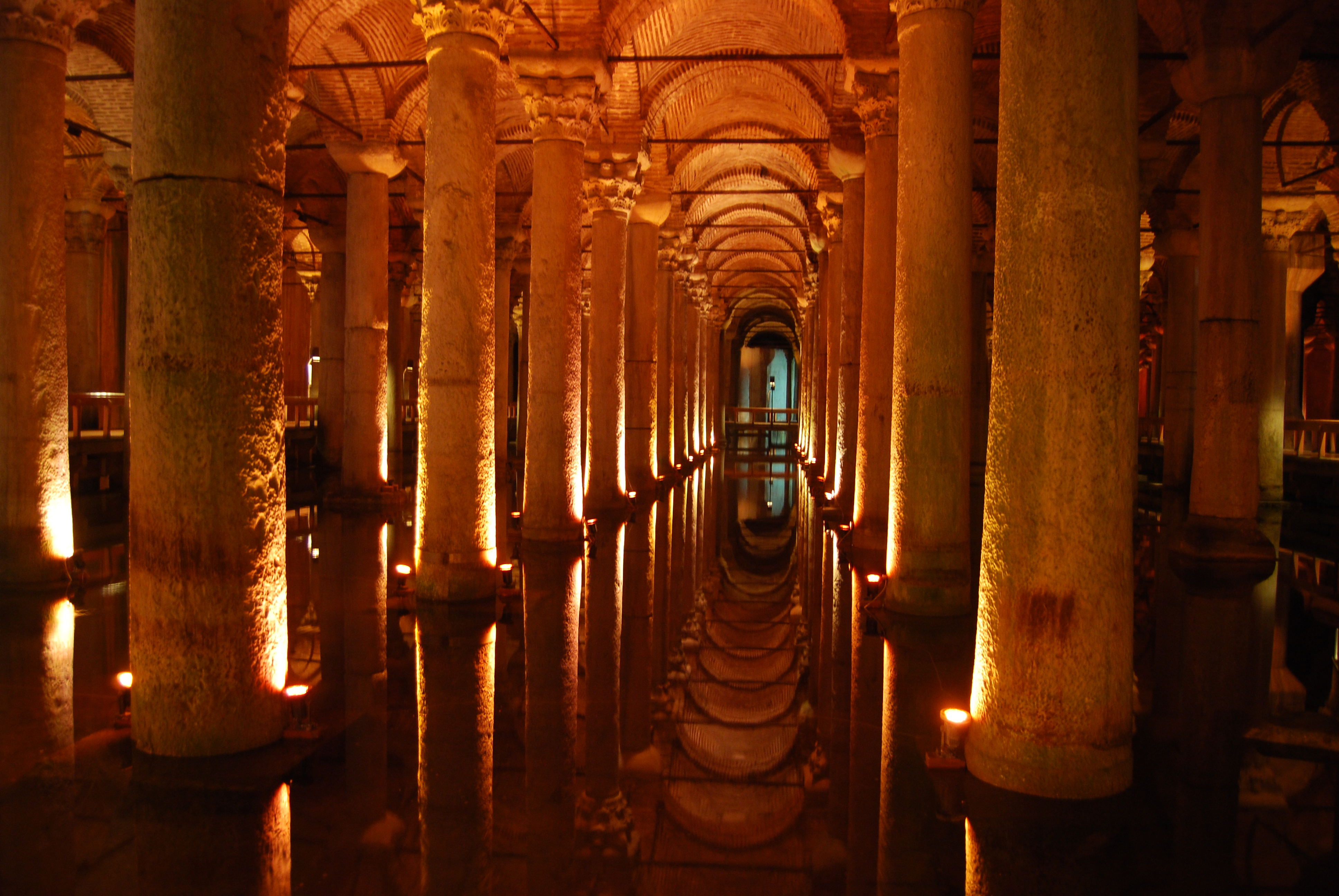
Cisterna Basilica
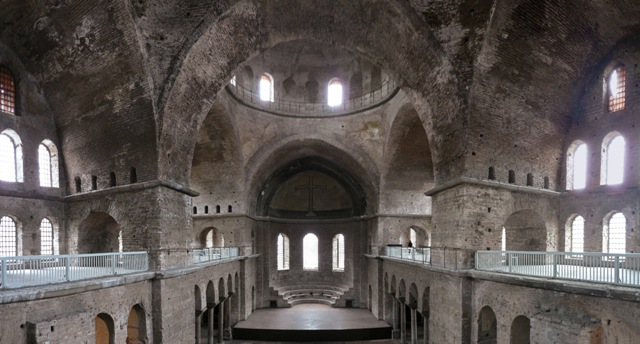
Bên trong nhà thờ thánh Irene
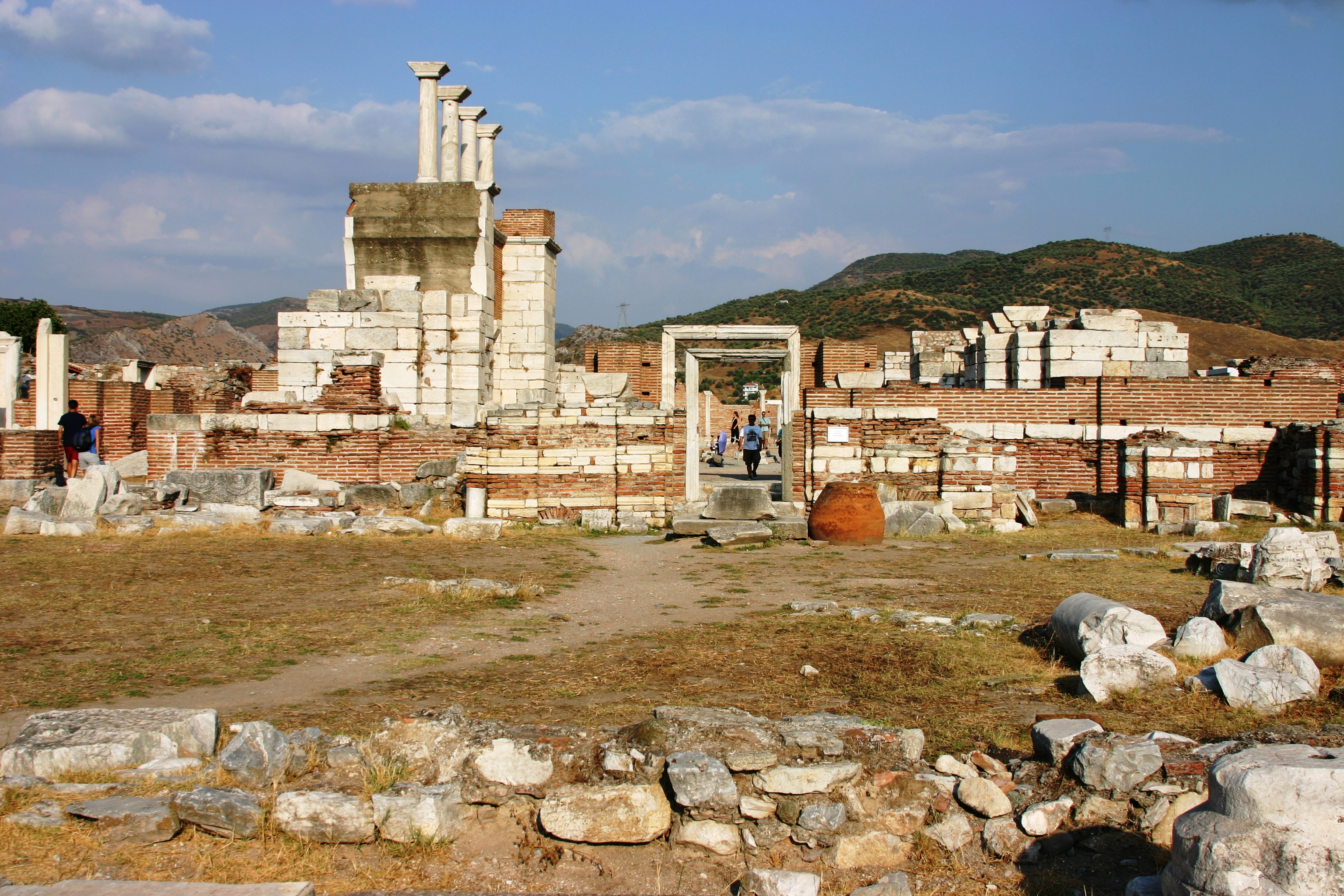
Vương cung thánh đường thánh Gioan của Ephesus
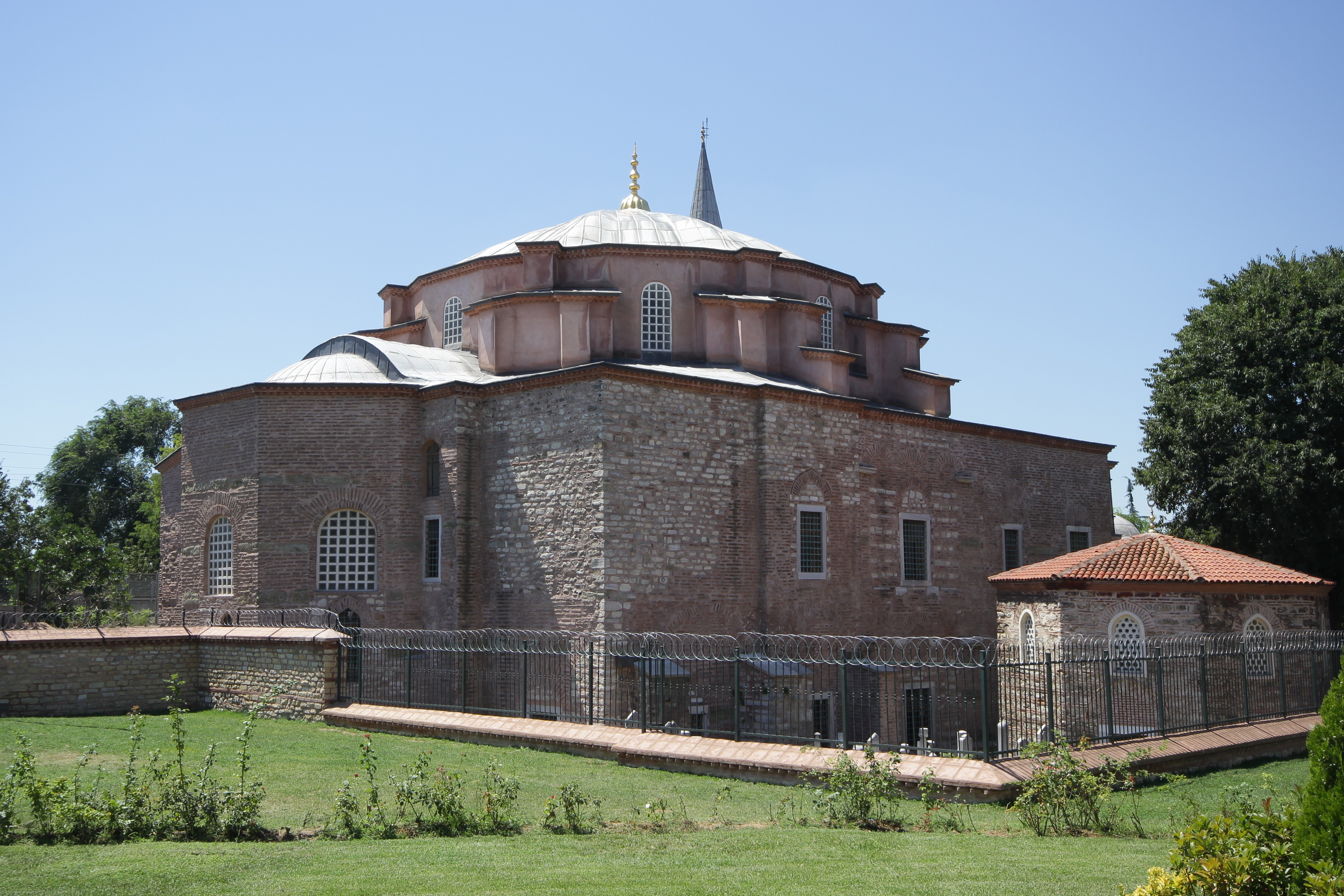
Nhà thờ thánh Sergios và Bakkhos
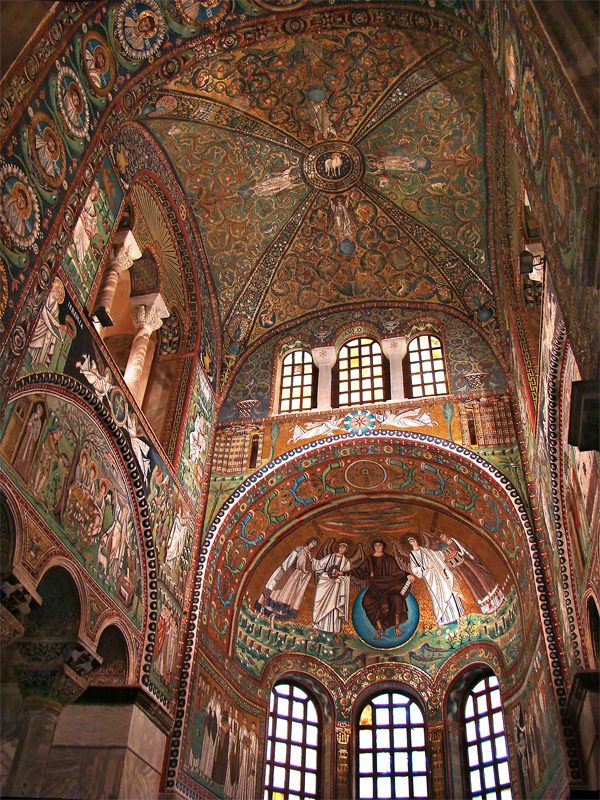
Nhà nguyện của Vương cung thánh đường San Vitale ở Ravenna

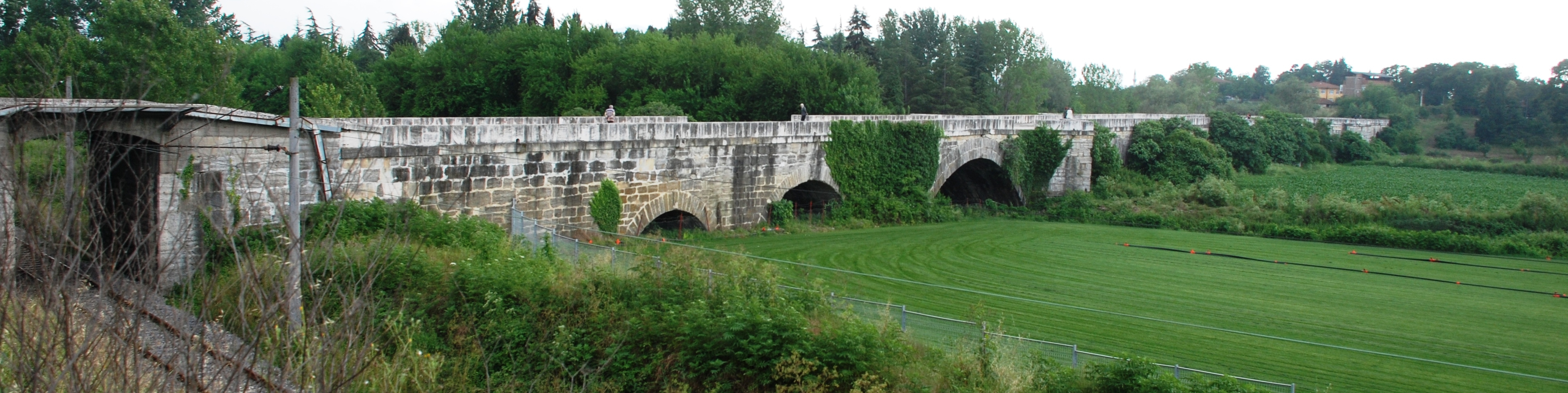
Cầu Sangarius
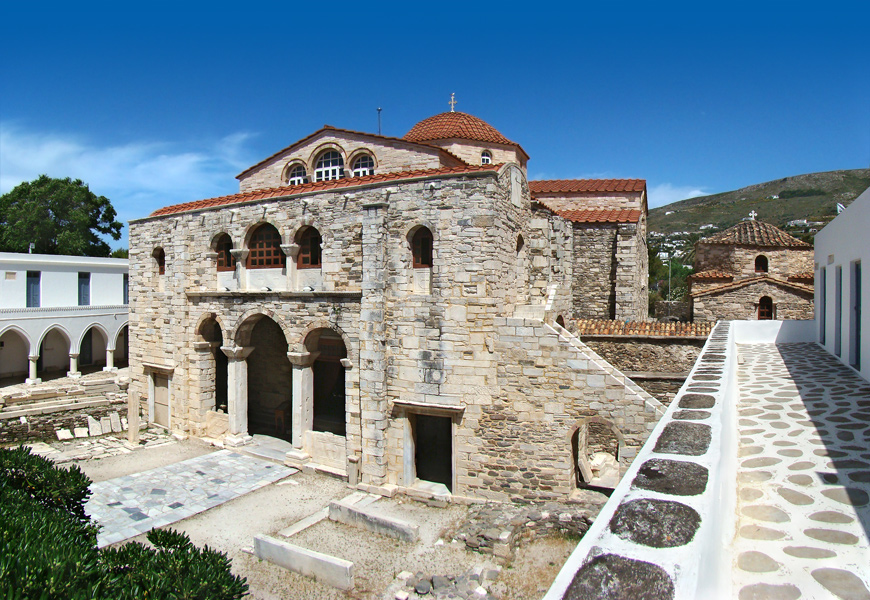
Vương cung thánh đường Panagia Ekatontapiliani

### Tạp chí
- Croke, Brian (ngày 1 tháng 1 năm 2007). "Justinian Under Justin: Reconfiguring A Reign". Byzantinische Zeitschrift (bằng tiếng Đức). Quyển 100 số 1. tr. 13–56. doi:10.1515/BYZS.2007.13.
- Börm, Henning (2008). "Das weströmische Kaisertum nach 476". {{Chú thích tạp chí}}: Chú thích magazine cần |magazine= (trợ giúp). Trong: Börm, Henning. "Monumentum et instrumentum inscriptum: beschriftete Objekte aus Kaiserzeit und Spätantike als historische Zeugnisse; Festschrift für Peter Weiß zum 65. Geburtstag". Stuttgart: Franz Steiner Verlag. ISBN 978-3-515-09239-5. {{Chú thích tạp chí}}: Chú thích magazine cần |magazine= (trợ giúp)